# 六七暴動期間香港公共交通系統受到的襲擊

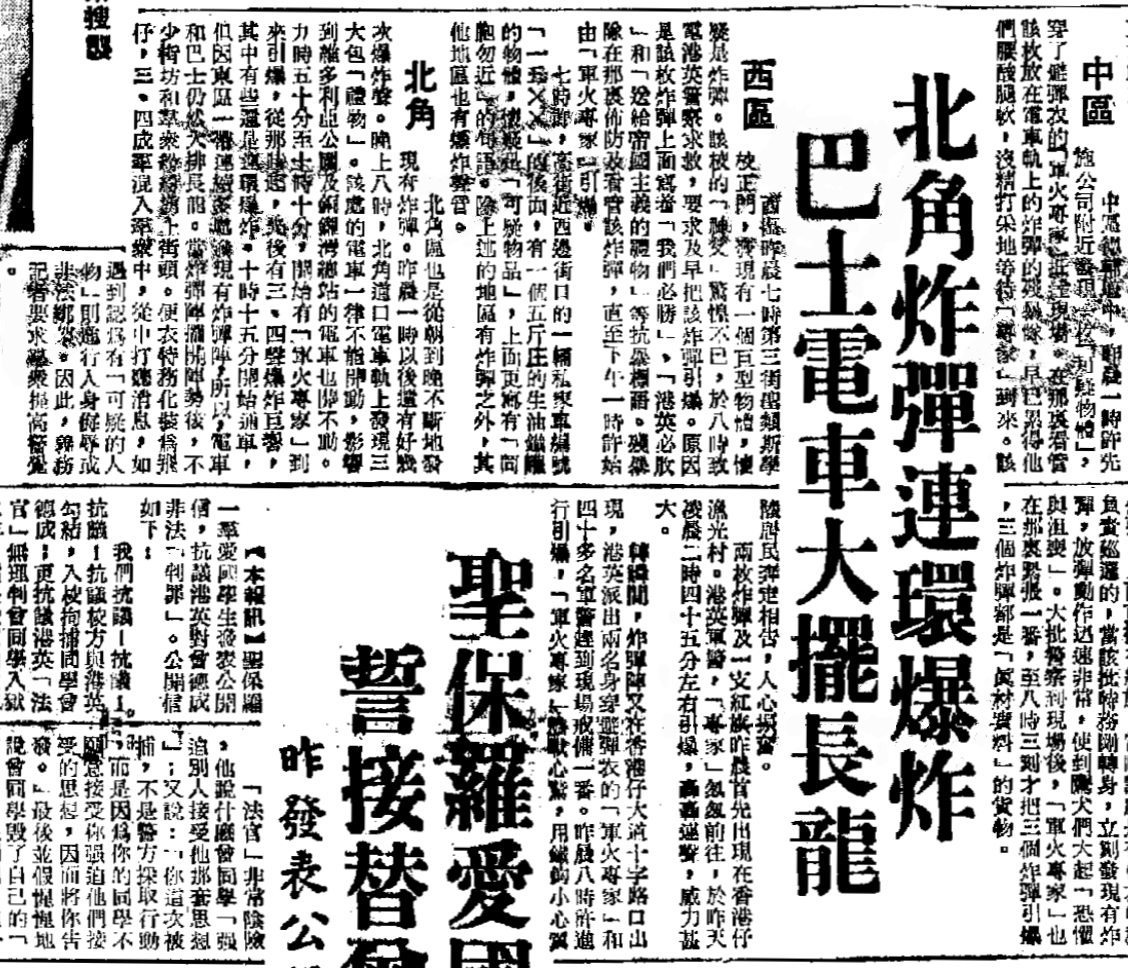
《大公報》在1967年10月17日稱昨日香港島北角從早到晚不斷發現炸彈，並且發生炸彈連環爆炸，其中在北角道路口的一段電車路軌被擺放了三大包「禮物」，來往北角至銅鑼灣之間的公共交通停頓，巴士和電車大擺長龍

六七暴動期間香港公共交通系統受到的襲擊是指1967年香港左派團體發起六七暴動期間對香港巴士、鐵路系統、渡輪及機場等作出的擾亂、破壞及炸彈襲擊。1967年5月起香港的公共交通系統屢次受到左派示威者縱火及惡意毀壞，包括放火燒巴士及毀壞巴士站等，巴士公司及電車公司的員工亦多次遇襲，同年7月鬥委會為首的香港左派團體採取城市恐怖主義的手段，在香港發動連串炸彈襲擊，包括向服務中的電車及巴士投擲土製炸彈，又在渡輪碼頭、火車路軌及通往機場的道路放置真假炸彈，意圖癱瘓全香港的交通，除了嚴重影響平民百姓的日常生活，更造成無辜市民死傷，持續的無差別襲擊激起香港大眾的民憤，左派團體受到香港社會孤立，至同年12月六七暴動漸告平息。

## 背景

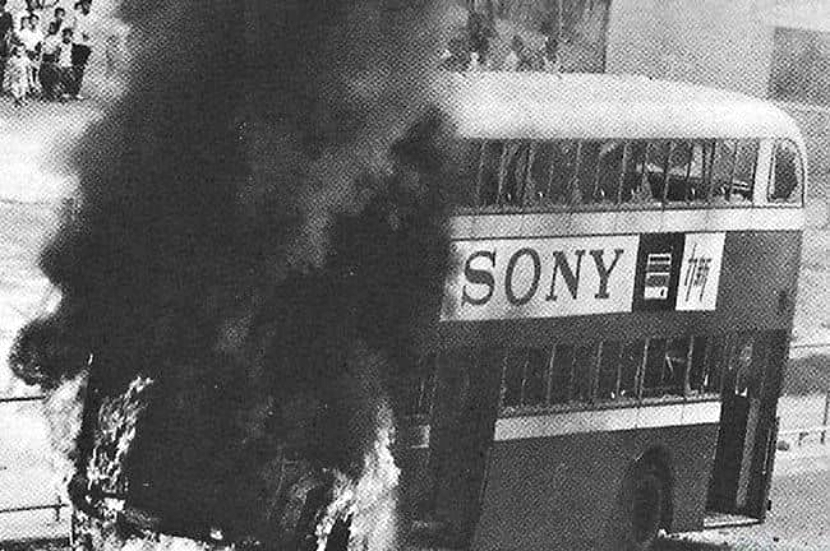
1967年5月12日，九龍巴士3號線的一輛雙層巴士（AD4871）在東頭村道停泊期間遭到左派示威者縱火焚毀

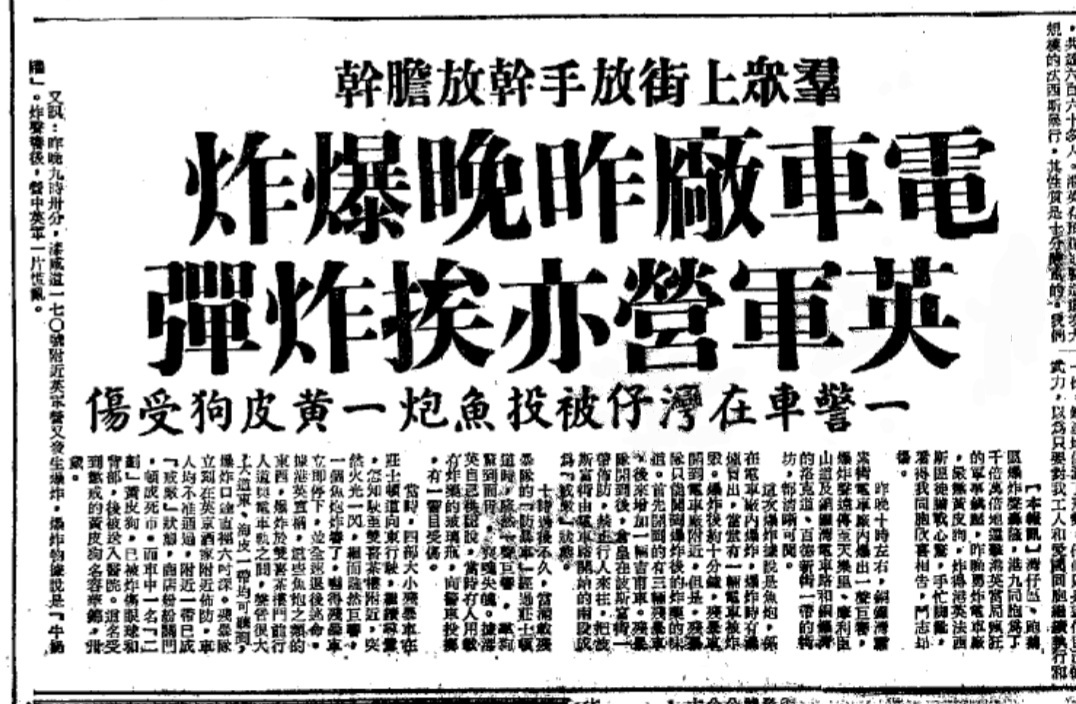
《大公報》在1967年7月18日稱昨晚10時左右「同胞」使用魚炮勇炸銅鑼灣電車廠，爆炸巨響連百德新街一帶都清晰聽到，有濃煙從車廠冒出，有一輛電車在車廠內被炸毀，標題又將一名被投擲魚炮受傷的警員蔑稱為黃皮狗

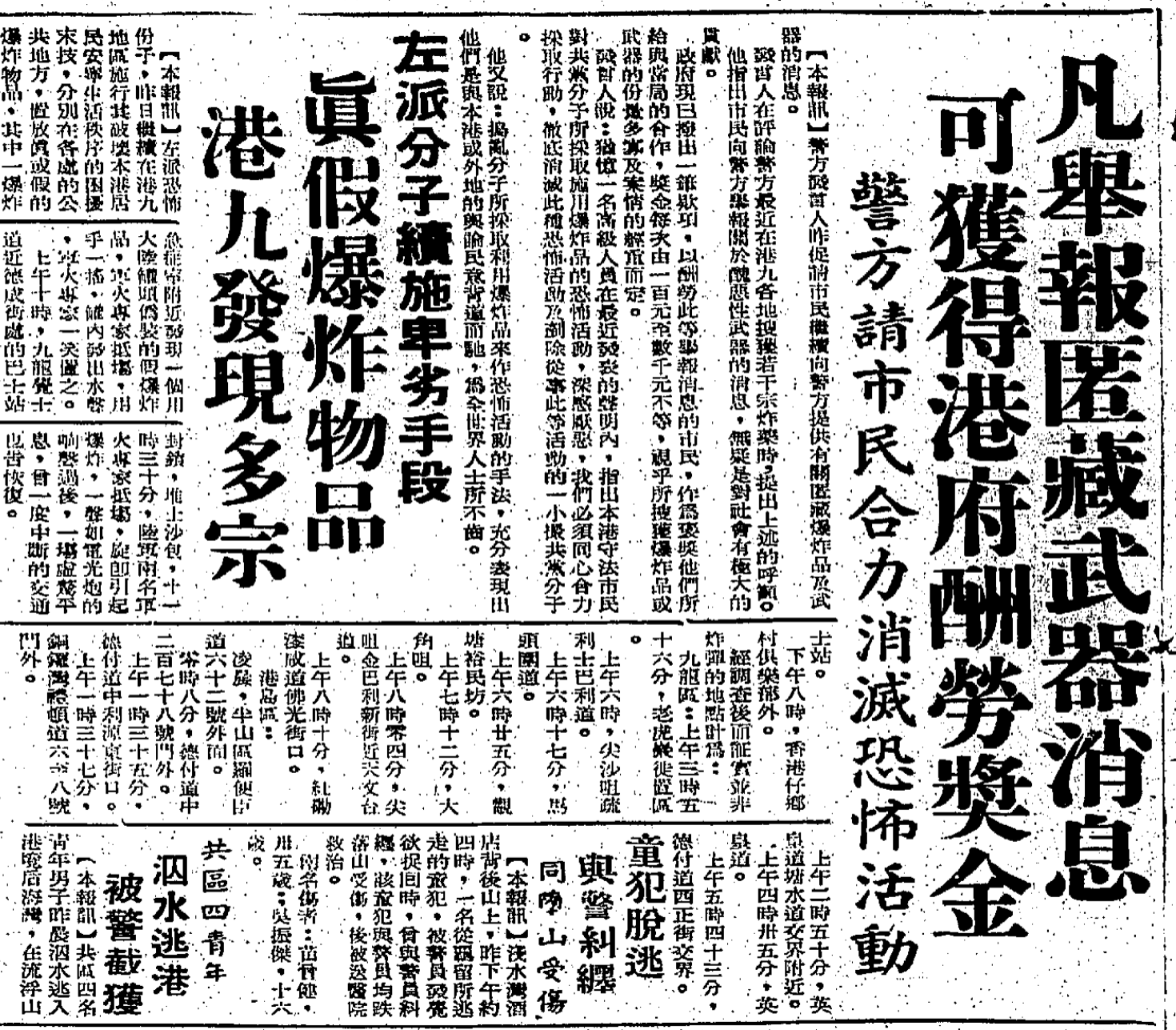
《工商日報》在1967年7月31日報導昨日香港警務處發言人呼籲市民齊心合力粉碎左派份子的恐怖活動，提供恐怖份子收藏武器及炸藥消息的市民可獲港府發放獎金，另一標題則提到左派份子繼續採取卑劣手段，在港九多區放置大量真假炸彈

1967年1月，由於中共支持的澳門左派在一二·三事件成功奪取澳門政局的主導權，中共中央香港工作委員會受到鼓舞，要在香港也發起類似的騷亂。新華社香港分社社長梁威林及副社長祈烽在內部會議總結澳門左派的鬥爭成果時，聲言也要在香港「大幹一場」，新華社香港分社和左派陣營便開始積極尋找挑起騷亂的機會。香港左派於1967年2月起先後利用南豐紗廠兩派工人發生毆鬥，港九的士罷駛及青洲英泥工潮，企圖將這三宗由勞資糾紛引起的事件擴大及政治化，藉此發動騷亂，但都沒有成功。直到同年5月新蒲崗大有街的香港人造花廠分廠發生罷工，終於成功利用勞資糾紛策動騷亂，並透過警民衝突擴大事件。同月，香港工會聯合會理事長楊光成立簡稱「鬥委會」的「港九各界同胞反對港英迫害鬥爭委員會」，開始以「反英抗暴」為名，利用最初由勞資糾紛引起的警民衝突，轉變成顛覆香港政府的連串騷亂。1967年7月，左派團體發起的罷工及集會未有得到市民響應，左派集會的規模越來越小，鬥委會卻將其武鬥升級為城市恐怖主義炸彈襲擊活動，通過威逼利誘號召工聯會各屬會揀選罷工工人組成炸彈隊，在港九新界發動連串炸彈襲擊。在此期間，除了煙花、爆竹的火藥被利用作土製炸彈的材料，同年8月15日和19日香港島天后廟道及淺水灣的兩處土木工程工地危險品倉庫，先後遭到懷疑是左派非法份子爆竊及行劫，被盜去包括硝酸甘油炸藥及信管在內的爆破工程用品。在真假炸彈浪潮的半年間，最少有8,074個真假炸彈被放置在香港各區街頭或被投擲，當中有1,167個是真炸彈。左派動亂期間香港市民及警察多次遇襲，左派份子的部分恐襲更採取連環炸彈襲擊的手段，在同一個地點放置或投擲多枚土製炸彈，甚至先在馬路中心放置一件爆炸品促使警方及軍部人員到場處理，當警務人員、駐港英軍拆彈專家及救援人員抵達現場時，再投擲另外的土製炸彈襲擊現場工作人員，持續近半年的炸彈浪潮有15人被炸死，其中3名死者是分別只有2歲、8歲及10歲的兒童，另有數百名市民受傷，當中有部分人更因此永久失明或殘障。

## 鐵路系統

### 電車

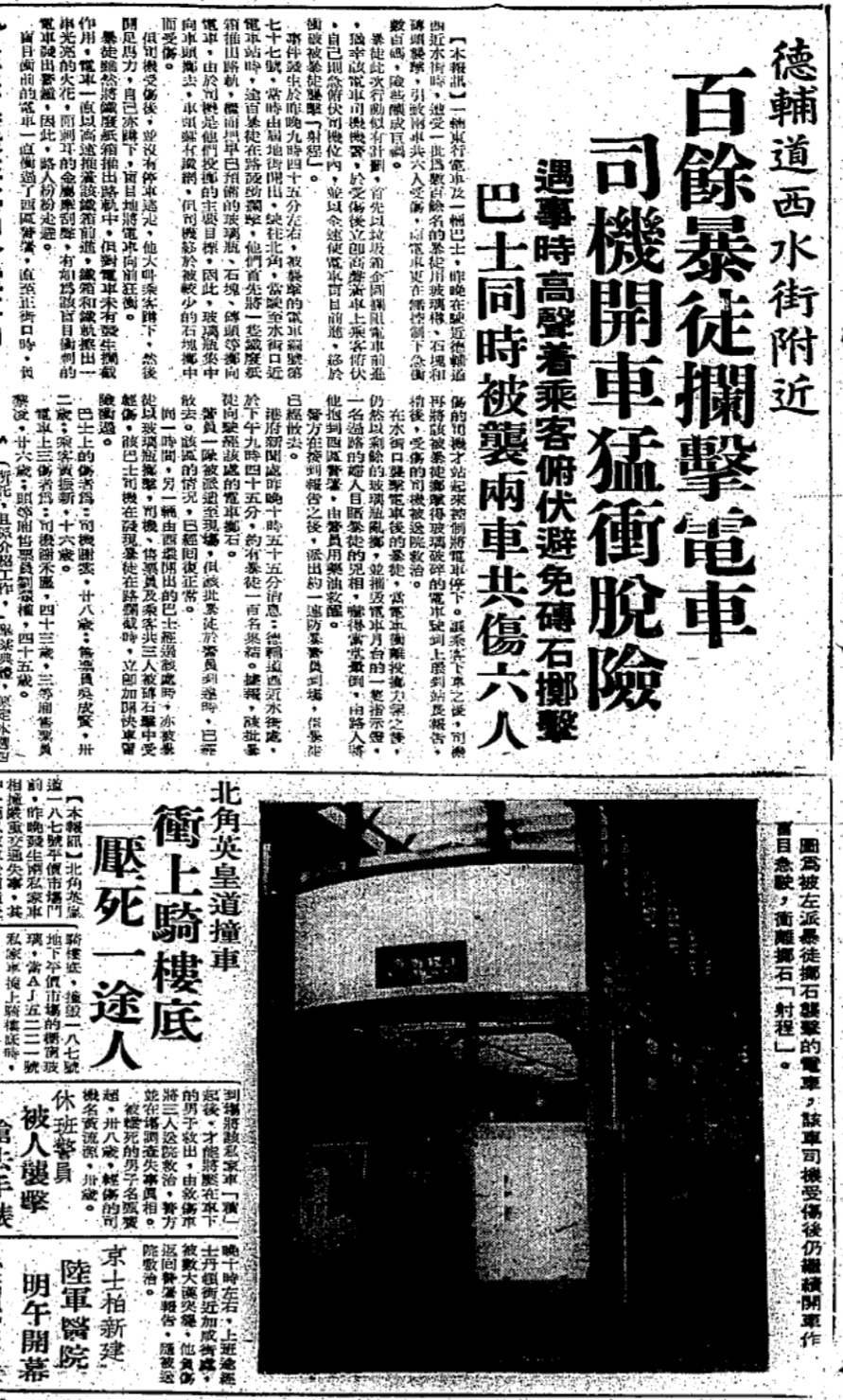
《工商日報》在1967年8月8日報導昨晚左派示威者在德輔道西攔截及襲擊巴士和電車，包括將鐵造的廢物箱推倒在路軌上阻擋電車去路，再向電車投擲石塊及玻璃樽，電車車長連忙叫車上的乘客伏下及找掩護，避免被硬物擊中，車長因為不斷被投擲石塊襲擊，須要蹲下駕駛電車

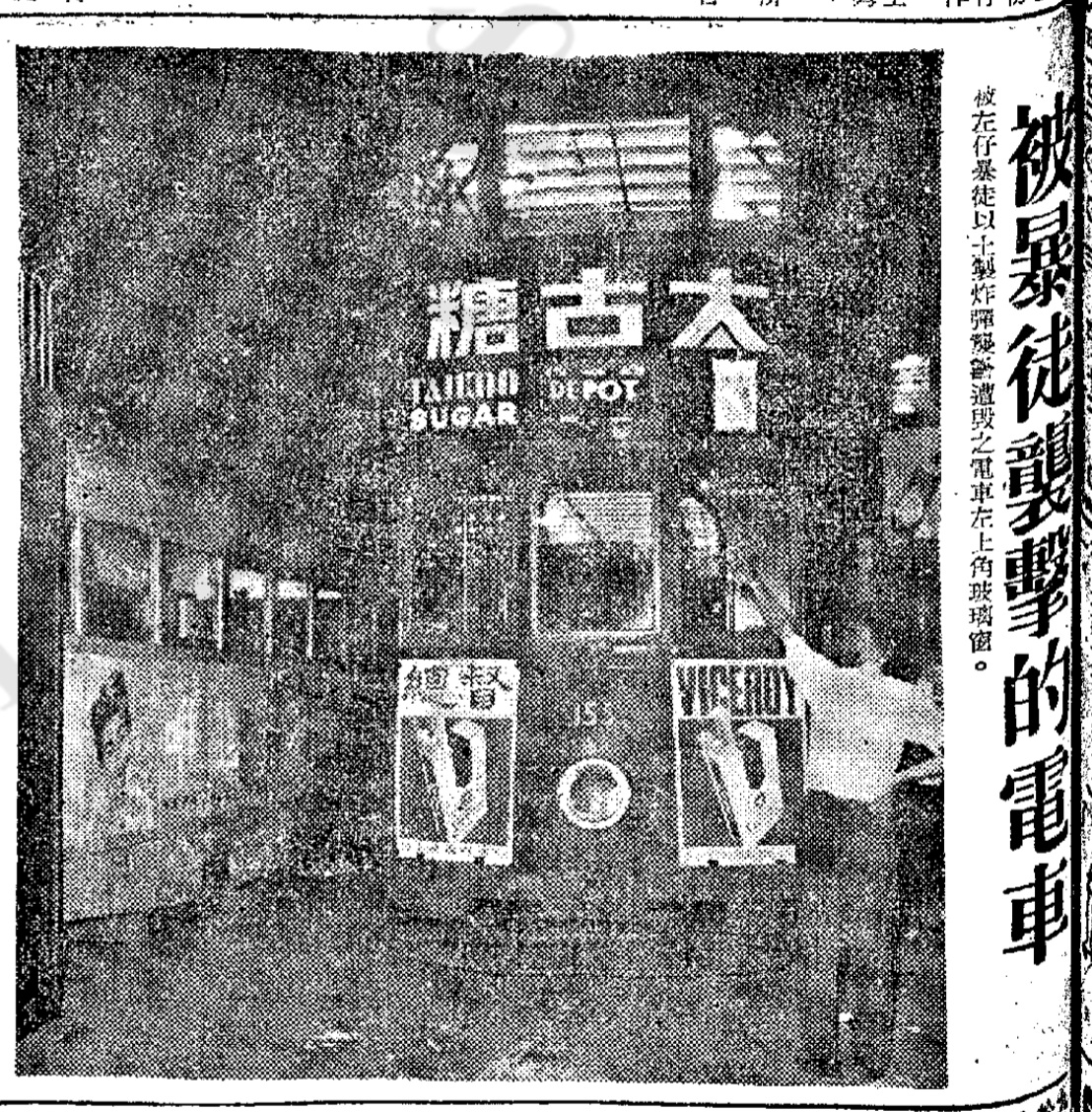
《工商晚報》在1967年7月18日以圖文報導，香港電車155號遭到左派暴徒投擲土製炸彈襲擊，左上方的玻璃窗被炸碎

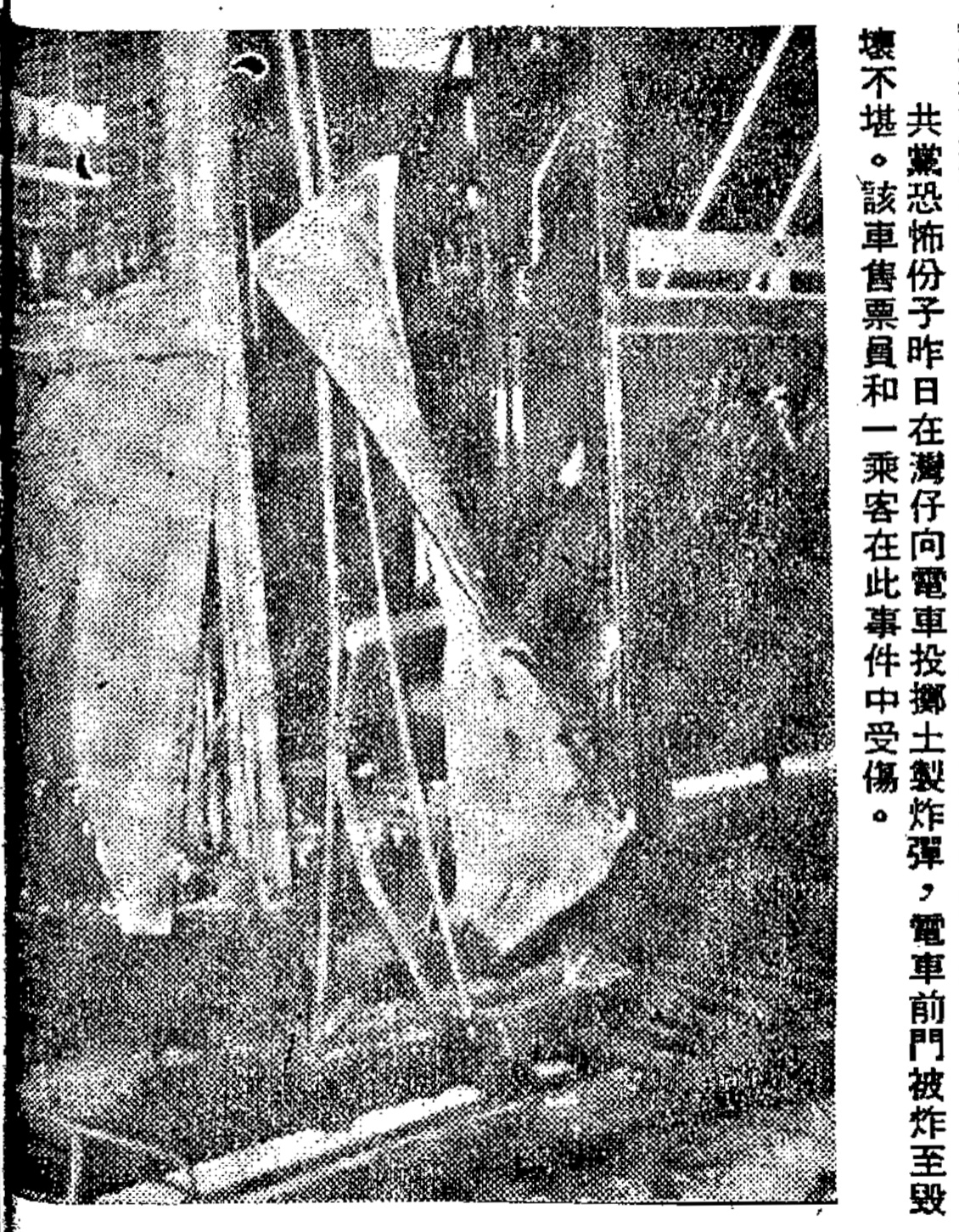
《工商晚報》在1967年8月9日報導昨日有電車在灣仔遭投擲炸彈，在電車車頭的下車閘門被炸至毀爛，電車上一名乘客及一名售票員受傷

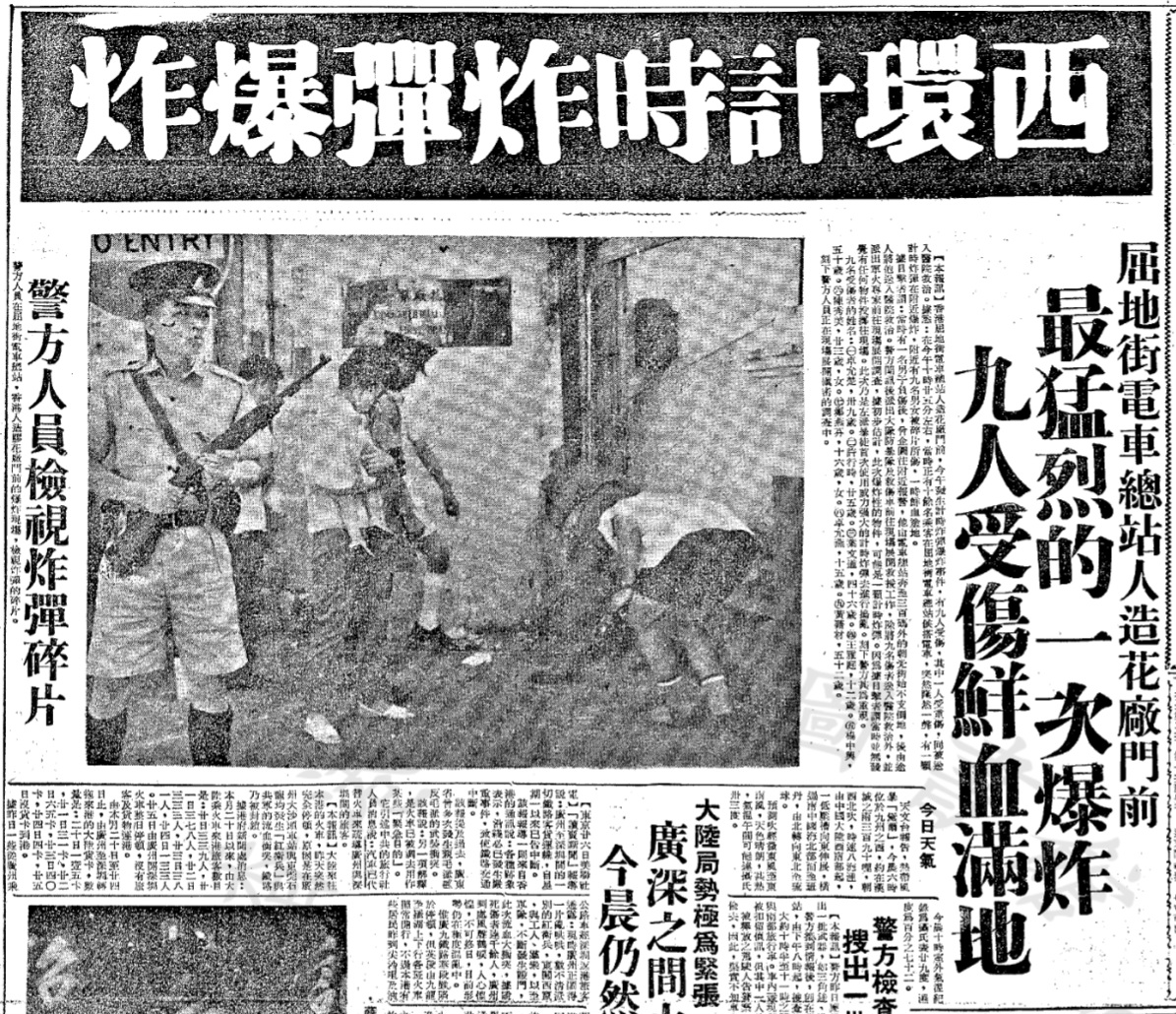
《工商晚報》在1967年7月26日報導當日上午，屈地街電車總站遭左派暴徒放置計時炸彈，9名候車乘客被炸傷，警方接報到場後，警員持長槍戒備，並由探員搜證

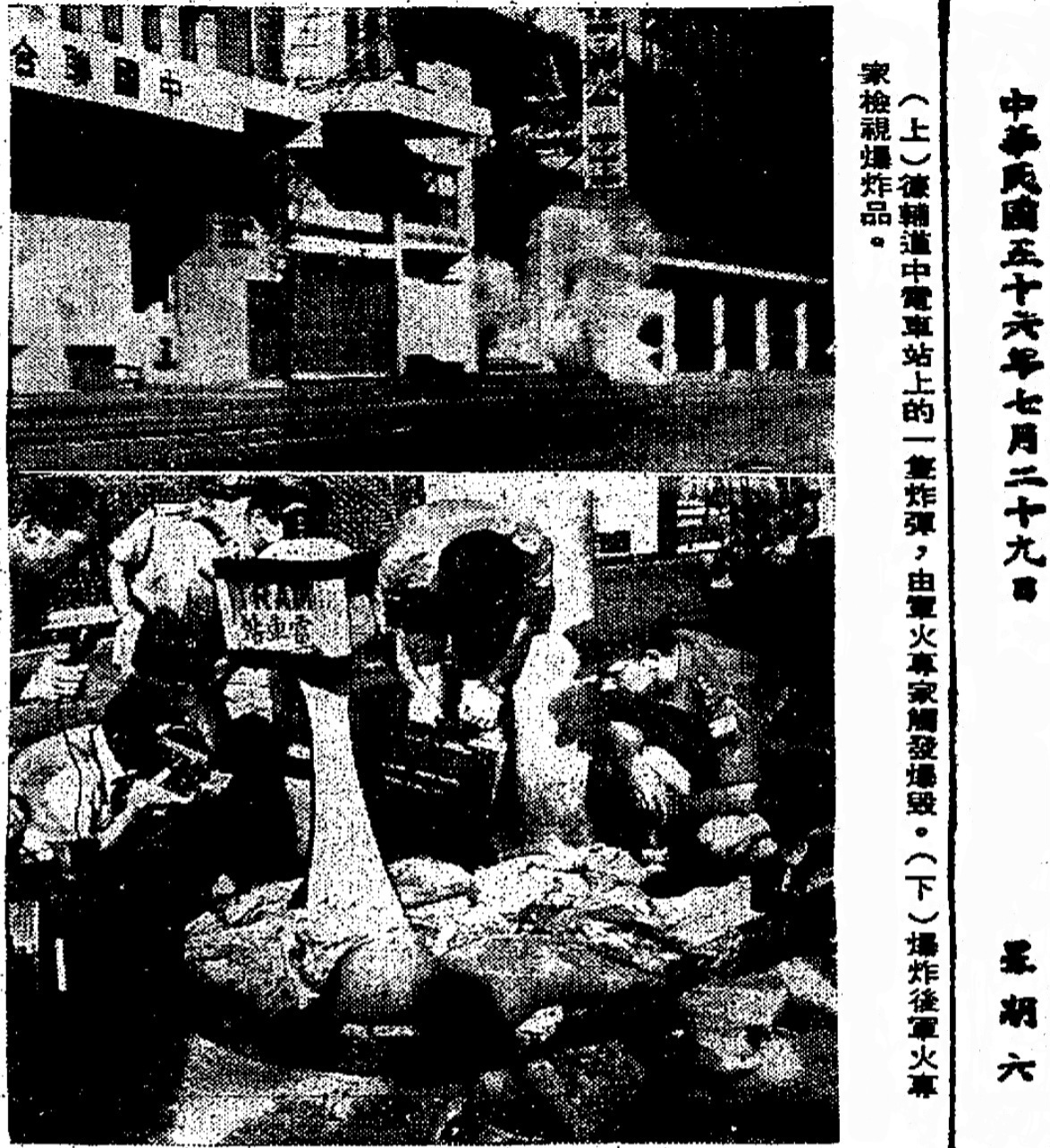
《工商日報》在1967年7月29日報導昨日傍晚6時左右，在中環德輔道中鐵行大廈對出的一個電車站發現土製炸彈，駐港英軍軍火專家到場後，先圍繞炸彈堆放沙包，然後將其引爆，再檢視沙包中的炸彈碎片

香港電車是香港島當時很重要的大眾運輸基建，因而成為左派人士的主要襲擊對象。1967年6月10日凌晨2時許，六七暴動發生以來的第一枚土製炸彈被放置在北角電車總站駛出英皇道的一段電車路軌上，這個外面用紙包裝的土製炸彈原定於凌晨4時北角電車總站開出第一班電車時便會發生爆炸，只是炸彈在電車駛出後未能成功引爆，電車才倖免於難，並且不久之後就有一名掃街女工路過把這個土製炸彈當作垃圾清掃掉，然而左派份子在電車站試爆第一個炸彈，顯示市民大眾一開始已成為炸彈襲擊的目標。左派份子除了在電車路軌上放置炸彈，也經常匿藏於電車路兩旁的大廈內，伺機向路過的電車投擲炸彈。電車系統屢次遇襲，在此期間電車職工除了報警由駐港英軍派出拆彈專家將爆炸品移除，由於電車車長經常遇到真假炸彈阻礙電車行進，為了維持服務，有部分電車車長遇到又稱「土製菠蘿」的可疑物品阻路時，更會使用長竹竿自行將被放置在電車軌上的懷疑爆炸品挑開及弄走，為電車開路。電車公司在左派暴動期間盡力搶修遭縱火及炸彈襲擊破壞的電車及路軌，避免香港島的大眾運輸被鬥委會癱瘓。由於左派人士屢次向行駛中的公共交通車輛投擲石塊等物品襲擊，為保障行車安全，電車公司及巴士公司分別在電車及巴士的車頭加裝由鐵絲網製作的防暴安全網，避免車長被左派人士掟出的物品擊中受傷。
1967年7月10日晚上11時10分，編號15的電車從跑馬地開往堅尼地城，當途經灣仔莊士敦道和春園街近修頓球場的街口時，有百餘個左派份子突然衝向該輛載客服務中的電車，並且包圍電車，電車車長於是下車嘗試勸諭左派份子讓電車離開，但他突然遭左派襲擊者用利器刺了幾下，電車車長重傷倒地，在電車上的售票員見狀後立即叫乘客落車逃生，左派份子之後向電車的司機位潑汽油及縱火，電車被焚且火勢猛烈，附近店鋪的店員撥打電話報警，警方到場後施放催淚彈驅散滋事份子，電車的火勢燃燒約15分鐘後由消防員撲滅，防暴警察在場戒備，至於遭左派襲擊者用利器刺傷的電車車長被送抵瑪麗醫院後傷重死亡。當晚在北角鄰近僑冠大廈的一段英皇道也有左派示威者搗亂，並且縱火燒毀北角電車總站的茶水部，又向途經的巴士和電車投擲石塊及裝有鏹水（即強硫酸）的玻璃瓶，在其中一輛巴士上的27歲巴士售票員陳連新，因為雙手被左派示威者的鏹水濺中受傷，需要接受治療。
1967年7月26日上午10時25分，屈地街電車總站遭左派襲擊者放置計時炸彈，在車站候車的10餘名乘客中有9人被炸彈爆炸產生的碎片割傷，傷者中包括3名分別是12歲、15歲及16歲的未成年人士，現場滿地鮮血。
1967年8月7日晚上9時45分，由屈地街開往北角的77號電車駛至水街電車站時，有過百個左派份子企圖將電車攔截，左派份子先將一個鐵廢物箱推出路軌阻擋去路，再不斷向電車投擲玻璃瓶、磚頭及石塊，電車車長立即叫乘客伏低找掩護，而左派份子為迫使電車停下，便集中向在車頭駕駛席的車長投擲硬物，車長惟有蹲下駕車並嘗試加速駛過遇襲地點，期間車長被小量石塊擊中受傷，電車以高速撞向左派份子推倒在路軌上的鐵廢物箱後，推著鐵箱前進，鐵箱與路軌摩擦產生火花並發出刺耳的金屬摩擦聲，期間車長不斷踏鈴警告途人走避，車長蹲著駕駛電車衝出左派份子的攻擊範圍，直至駛到西區警署旁才站起身將電車停下，讓乘客下車離開，再將電車開到上環電車站向站長報告及報警，車長之後由救護車送往醫院治療。當日下午亦發生一宗襲擊電車售票員的事件，一輛從上環開往筲箕灣的電車於下午3時40分到達北角華豐國貨對面的電車站時，有兩名分別年約30及20餘歲的一肥一廋男子登車，當時車內乘客不多，有不少空位可就坐，這兩名男子卻將駐下層車廂的33歲電車售票員邱偉光逼向一邊，當電車駛至麗池（今北角官立小學附近）時，這兩名男子高聲辱罵仍然執勤的電車員工是故意破壞左派團體發起的罷工及聲言要作出痛打，售票員見情況不妙便拉動車廂內的敲鐘繩向車長求援，這兩名男子立即奪去邱身上用來裝飲用水的玻璃樽，將玻璃樽擊破後再捅向邱，邱奮力抵抗期間被割傷口部，車長立即停車上前協助，而這兩名男子則跳車向麗池的一條橫巷逃去，車長撥打電話報警，邱由救護車送往醫院敷藥治療。
1967年8月8日，左派人士在西營盤威利麻街攔阻電車並襲擊電車車長，其中附有拖卡的148號電車最先遭到襲擊及縱火，42歲車長羅松運及36歲售票員受傷需要送院治療，另有電車被放置寫上恐嚇字句的懷疑爆炸品，需由軍火專家移除，當天亦有一輛服務中的電車在灣仔遭投擲炸彈，一名乘客及一名售票員受傷。
1967年8月20日下午2時20分北角英皇道發生針對電車的炸彈襲擊，亦即北角發生導致兩名年幼兒童死亡的清華街爆炸案約兩小時前。當日下午，位於英皇道的北角大廈有左派份子從高處擲下一枚土製炸彈，企圖襲擊一輛路過的電車，這枚土製炸彈落在電車前約30英呎處的西行線路軌上並且發生爆炸，雖然炸彈未有擲中電車，但仍然造成英皇道700號附近的路人及藥房店員受傷，3名傷者分別是45歲何植民，58歲何福禮及14歲男童胡志樂，後兩者的傷勢較嚴重需要留院治療，這枚炸彈亦將電車路軌的一段路面炸碎。
1967年9月1日晚上8時許，左派份子在港島西區搗亂及放置土製炸彈，包括一輛前往堅尼地城的61號電車在駛至德輔道西376號時，在下層車廂發現懷疑爆炸品，當晚在區內發現的七個真假炸彈中，經軍火專家檢驗後確定三真四假，真炸彈隨即由軍火專家引爆，左派份子搗亂期間，巴士及電車均停在屈地街，至晚上10時許軍火專家清除在西區發現的真假炸彈後恢復行駛。
1967年9月3日晚上發生灣仔消防局爆炸案等炸彈襲擊。當晚近9時，有左派襲擊者利用私家車將炸彈運送到鵝頸堅拿道的電車站旁，在該電車站沒有上蓋的一段月台放下一個用方盒包裝的土製炸彈後離開，當這個炸彈爆炸後，再有左派襲擊者從灣仔消防局附近的大樓，向沿著軒尼詩道西行行進中的139號電車投擲另一枚炸彈，該輛電車在車頭底部的安全柵撞到這枚炸彈，炸彈被電車的安全柵彈開數英呎後發生爆炸，電車上無人受傷，但路上有一名歐裔路人被炸彈碎片擊中受傷。
1967年10月13日晚上近8時發生莊士敦道炸彈襲擊電車案，左派襲擊者匿藏在灣仔莊士敦道旁的大廈，再向行駛中的95號電車投擲炸彈，一輛開往筲箕灣的電車當駛經灣仔莊士敦道近譚臣道交界時遭到炸彈襲擊，一枚從高處被拋下的土製炸彈在電車附近的半空發生爆炸，造成12人受傷，其中當時坐在電車下層車廂的19歲中學男生唐德明被炸彈碎片擊穿頭蓋骨，在瑪麗醫院搶救至14日凌晨2時15分傷重不治。
1967年11月5日晚上發生怡和街爆炸案，當日是香港週閉幕日，左派份子大舉出動在港九新界發動炸彈襲擊，全日有147個懷疑爆炸品被放置或被投擲，並傷及多名警察及市民，而在香港島掃桿埔的香港大球場有大型遊藝會及花車巡遊舉行，吸引大批市民前往參加及觀賞，由於來往掃桿埔的公共交通選擇不多，所以多數市民經由銅鑼灣前往及離開。傍晚6時30分左右，銅鑼灣怡和街30號的金門茶餐廳前方（今恆生銅鑼灣大廈，百德新街電車站）的一段電車路，發現一個藍色的旅行袋被放置在東西行電車路軌的中間，導致電車服務中斷，銅鑼灣一帶交通擠塞，無法疏導大批觀賞完花車巡遊後回家的市民。晚上近11時，交通部高級督察麥基雲駕駛警察電單車到達現場，麥基雲使用一條繩索將可疑旅行袋拉到路旁，當他蹲下檢查旅行袋時，收藏在旅行袋內的炸彈發生爆炸，高級督察麥基雲當場被炸死，另有22名市民被炸傷。

### 九廣鐵路

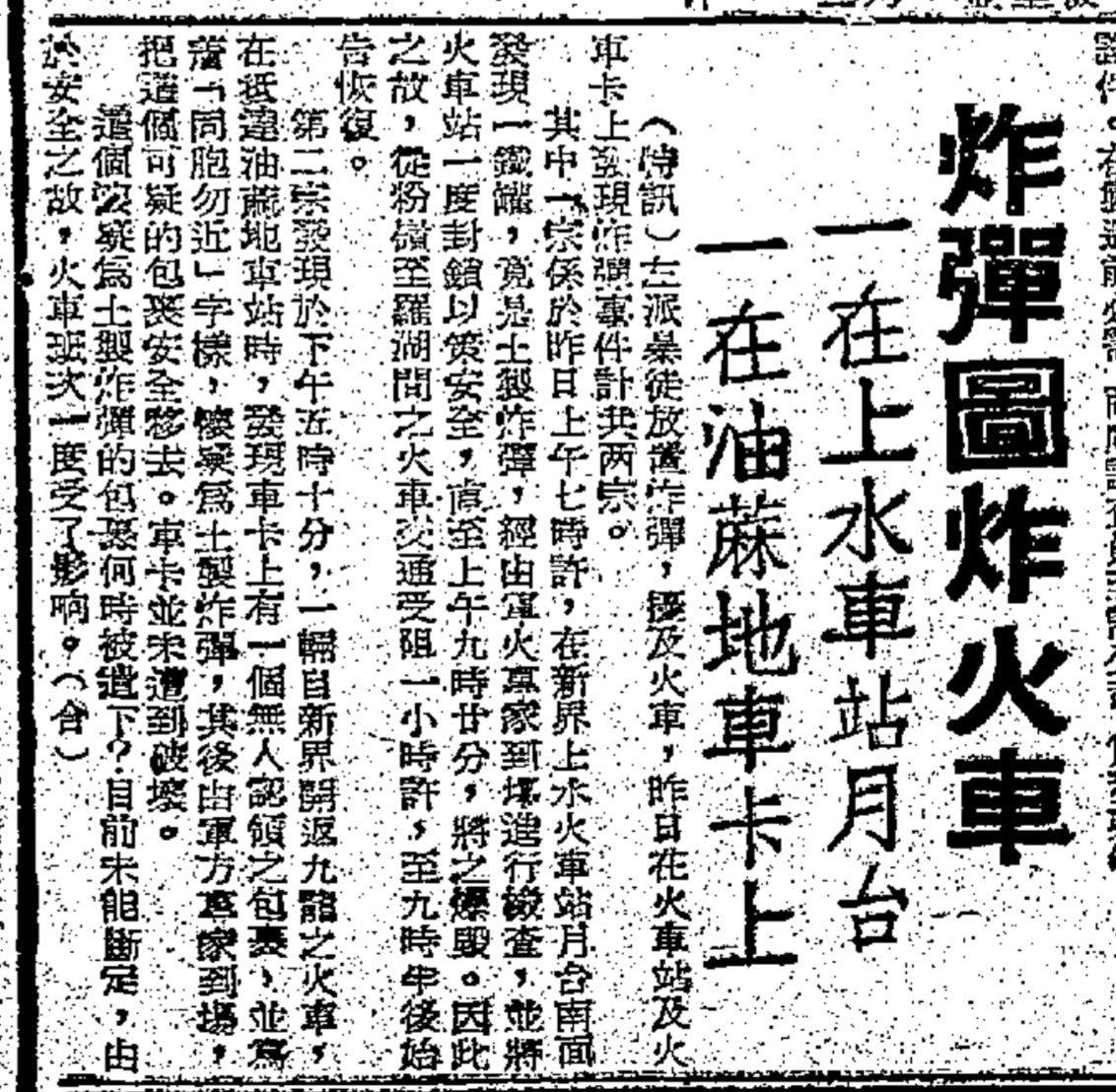
《華僑日報》在1967年8月15日報導昨日上午於上水站月台發現一個土製炸彈。除此之外，昨日下午有一列開往九龍的列車駛至油麻地站時發現車上放有一個寫有「同胞勿近」的無人認領包裹

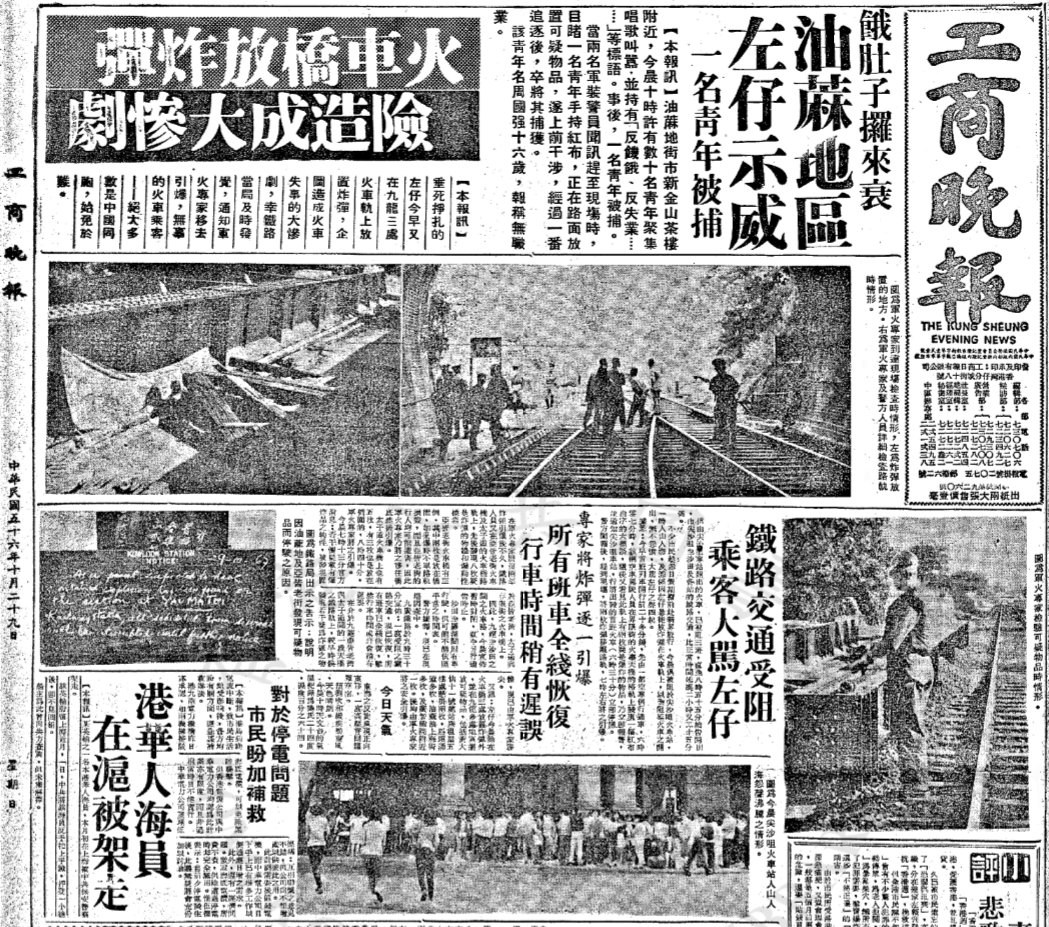
《工商晚報》在1967年10月29日報導左派暴徒於凌晨在火車橋及路軌放置多個土製炸彈，對鐵路交通的安全構成嚴重威脅，由於警方、軍火專家及鐵路職員需要檢查路軌，並由軍火專家將爆炸品移除及引爆，首班從九龍站開出的列車需要延遲近兩個半小時出發

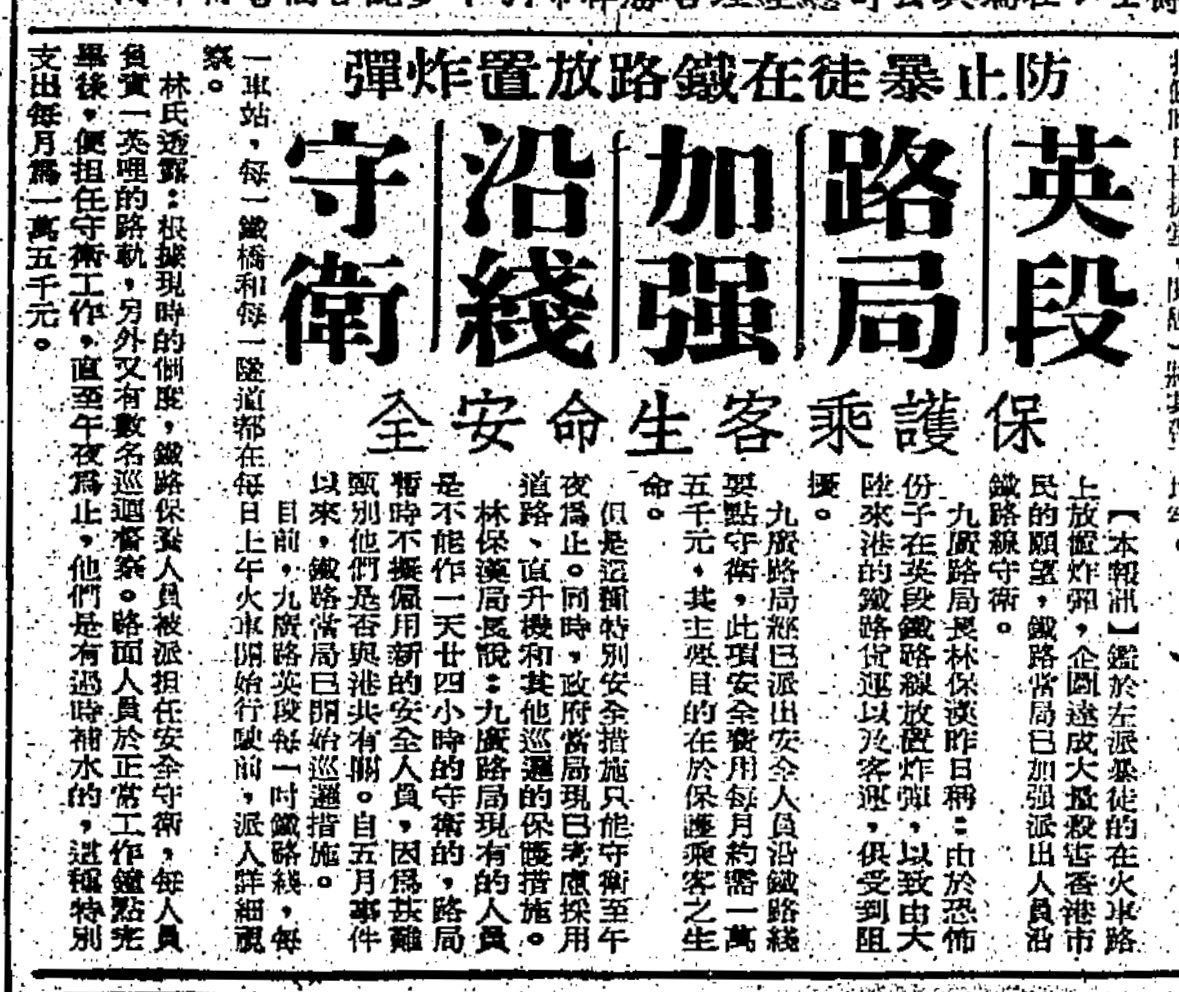
《工商日報》在1967年10月31日報導，九廣鐵路局局長林保漢於昨日表示，鑑於恐怖份子在鐵路放置炸彈，企圖大量殺傷市民及擾亂貨物運輸，鐵路局已加強守衛鐵路沿線，但因為要防範策動恐襲的港共滲透，暫時不能僱用新保安人員，只能調動現有人員看守鐵路，未能辦到全日24小時巡邏，但是鐵路局每日開出首班列車前都會派員詳細視察每一吋路軌、每一個車站、每一條隧道及每一道橋，保障乘客安全，局長又提到港府現正考慮包括派直升機空中巡邏等措施防守鐵路

1967年7月28日傍晚及晚上在九廣鐵路英段（今東鐵綫），先後在沙田站及大埔墟站（今香港鐵路博物館）發現兩枚土製炸彈。第一枚炸彈於傍晚5時40分在沙田站發現，九廣鐵路局職員通報警方後，駐港英軍軍火專家到場檢查，由於炸彈的火藥份量小，軍火專家不久便將炸彈移除。沙田站發現炸彈後，在大埔墟站的周姓站長接獲通知檢查車站範圍是否有可疑物品，晚上8時47分職員通報在距離大埔墟約100碼處的路軌上發現一個使用麻包袋包裝的籃球大小可疑物品，上面用紅色油漆寫有「危險勿近」。發現路軌被放置懷疑爆炸品後，大埔墟站須要即時關閉，由於在晚上6時47分從羅湖站開出的一班列車即將駛入大埔墟站，鐵路局緊急阻截該班南行列車停止在禁山橋（又稱25號橋，位於大埔太和，禁山現稱錦山），而另一班從九龍站（原尖沙咀火車站）開出的北行列車則剎停於大埔滘站。警方接報到場後在大埔墟站設立封鎖線，阻止行人通過，駐港英軍軍火專家於晚上9時25分趕到現場，經檢查後確定放在路軌上的可疑物品是具有相當殺傷力的真炸彈，隨即將炸彈移出路軌，在附近堆放沙包及接上引線，於晚上9時50分把炸彈引爆，炸彈雖已被沙包覆蓋，但爆炸的黑煙仍然直衝上十數英呎，爆炸的威力連大埔墟的攤檔也感受到震動。晚上10時12分列車服務逐漸恢復正常，受接連發現兩個炸彈影響，當晚從6時47分至10時09分來往九龍站及羅湖站的列車均受到阻礙。
1967年8月14日上午7時許，上水站月台發現放有一個以鐵罐作外殼的土製炸彈，車站需要即時關閉，軍火專家到場檢查後將土製炸彈即場引爆，粉嶺站至羅湖站的列車服務受阻約1小時。同日下午5時10分，一列由新界開往九龍的列車當駛至油麻地站（今旺角東站）時，在其中一節車廂發現放有一個寫有「同胞勿近」的包裹，並且無人認領，軍火專家到場檢查後把包裹撿走。
1967年9月1日早上6時35分，在界限街火車橋（7號橋）先發現一幅10呎乘3呎的標語，再發現路軌旁被放置兩個懷疑爆炸品，駐港英軍軍火專家到場檢驗後確定當中一個是真炸彈，決定即場引爆，而假炸彈則交由警方撿走調查。受發現炸彈影響，來往油麻地站至沙田站的列車服務於早上6時30分至7時21分暫停，到上午7時22分恢復正常。
1967年9月7日清晨6時10分，九廣鐵路局在大埔墟站附近的列車路軌發現放有一個懷疑爆炸品，鐵路職員立即通知警方，南北行的列車服務即時中斷。由於正值早上繁忙時間，大批趕上學的學生因為列車不能駛入大埔墟站被逼中途下車，大埔至沙田一帶的車站擠滿候車乘客。軍火專家抵達現場檢查後，確定被放置在路軌上的可疑物品是一個真炸彈，隨即於上午8時將炸彈引爆，列車服務受阻兩小時後逐漸恢復正常。
1967年9月10日下午5時15分，在煙墩山隧道（舊筆架山隧道）的沙田出口北面約半英里，距離路軌只有3英呎的位置，發現放有三個用報紙包裹的可疑鐵罐，沙田站來往九龍站的列車服務即時中斷，軍火專家到場檢查後發現其中一個鐵罐是真炸彈，另外兩個是假炸彈，隨即將當中的真炸彈引爆，沙田來往九龍的列車服務至晚上8時30分逐漸恢復。1967年10月9日凌晨4時55分警方在一次搜查行動中，於沙田上澗口村160號屋將一名涉嫌與火車炸彈案有關的男子帶返警署協助調查。
1967年10月29日清晨開出首班列車前，九廣鐵路局職員先行駕駛一列沒有載客的空載列車檢查路軌及視察沿途路況，當空載列車駛至界限街火車橋時，先在橋面發現一幅紅底白字的大字報，然後發現在路軌旁被放置兩件懷疑爆炸品，列車車長立即通報控制室，原定於6時30分由九龍站開出的首班列車立即停止出發，並向車站乘客宣布列車服務需要暫停至另行通知。駐港英軍軍火專家趕到後於早上7時先將在界限街火車橋發現的兩個土製炸彈引爆，而警員及鐵路局職員則繼續檢查路軌，再於另外兩座火車橋發現合共八件懷疑爆炸品，分別在亞皆老街火車橋發現三件及在太子道火車橋發現五件。由於在亞皆老街火車橋發現的懷疑爆炸品如在橋面上進行引爆，可能會危及附近行人的安全，並且可能會對列車路軌造成損害，軍火專家於是將這三個土製炸彈移到亞皆老街火車橋的橋底下引爆，軍火專家再於8時40分把在太子道火車橋發現的五件懷疑爆炸品引爆，經檢查路軌後，列車服務於上午9時30分逐步全線恢復。由於須時處理左派份子放置在路軌和火車橋的爆炸品，導致列車服務受阻超過兩小時，九龍站大排長龍。九廣鐵路局局長林保漢於翌日表示將加強守衛鐵路沿線。

## 巴士

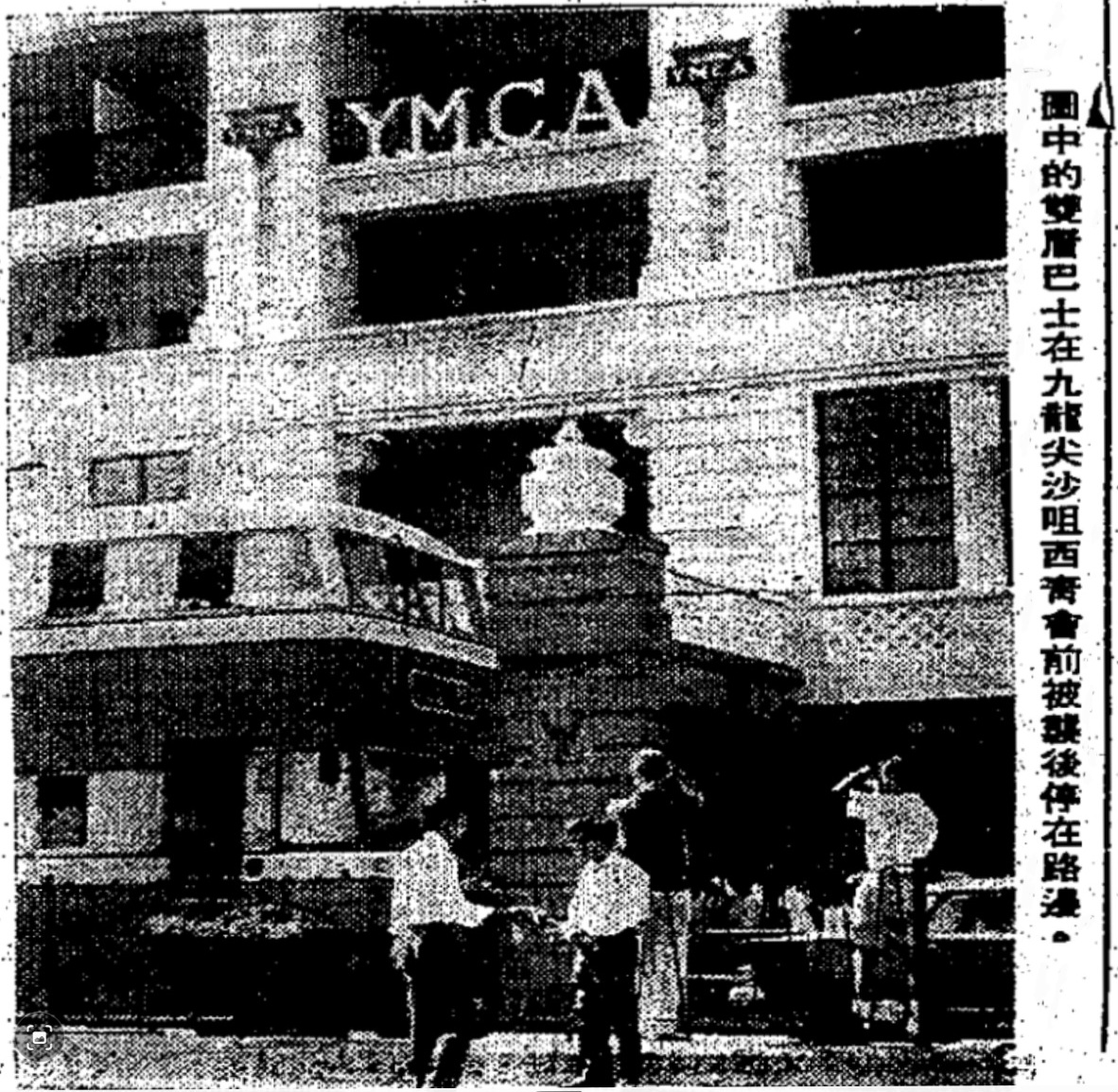
《工商日報》在1967年7月11日報導昨日九巴一輛行駛九巴5號線的雙層巴士在尖沙咀梳士巴利道青年會會所外遭一群左派份子攔截，擋風玻璃被打碎，車長被左派份子強行從駕駛座拖出時受傷，乘客在巴士遇襲期間慌忙逃生

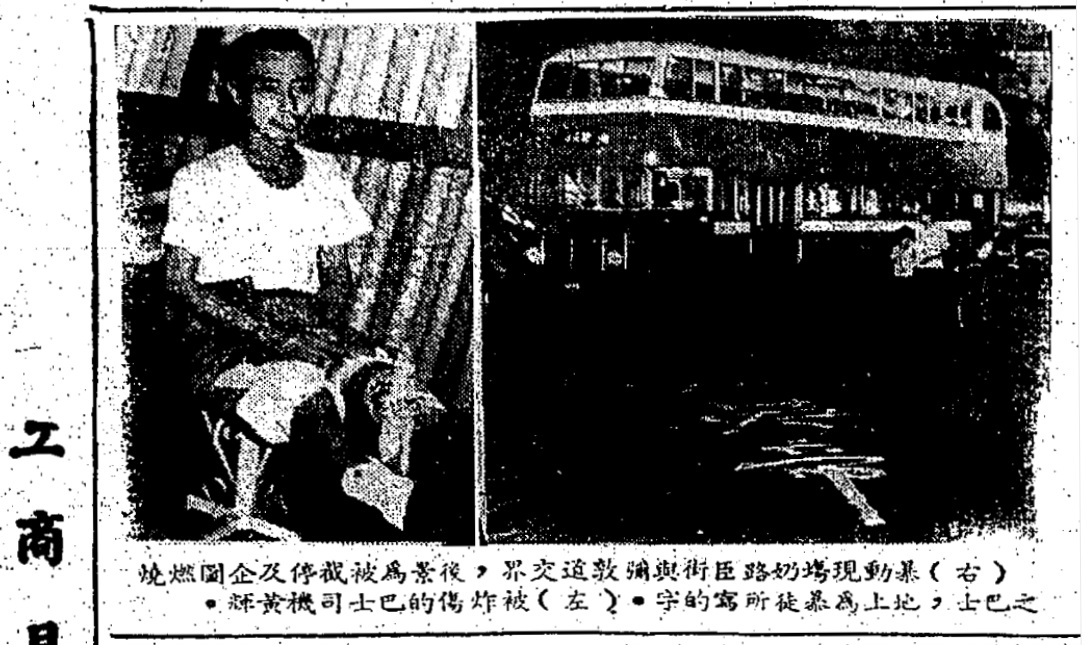
《工商日報》在1967年7月27日刊登昨晚九巴6號線的一輛雙層巴士在旺角彌敦道遭到左派暴徒攔截、投擲炸彈及企圖縱火後的圖片，左圖是在這次襲擊中被炸彈炸傷腳部的九巴車長黃輝，他於警方控制場面後坐在路旁等候救護車送院

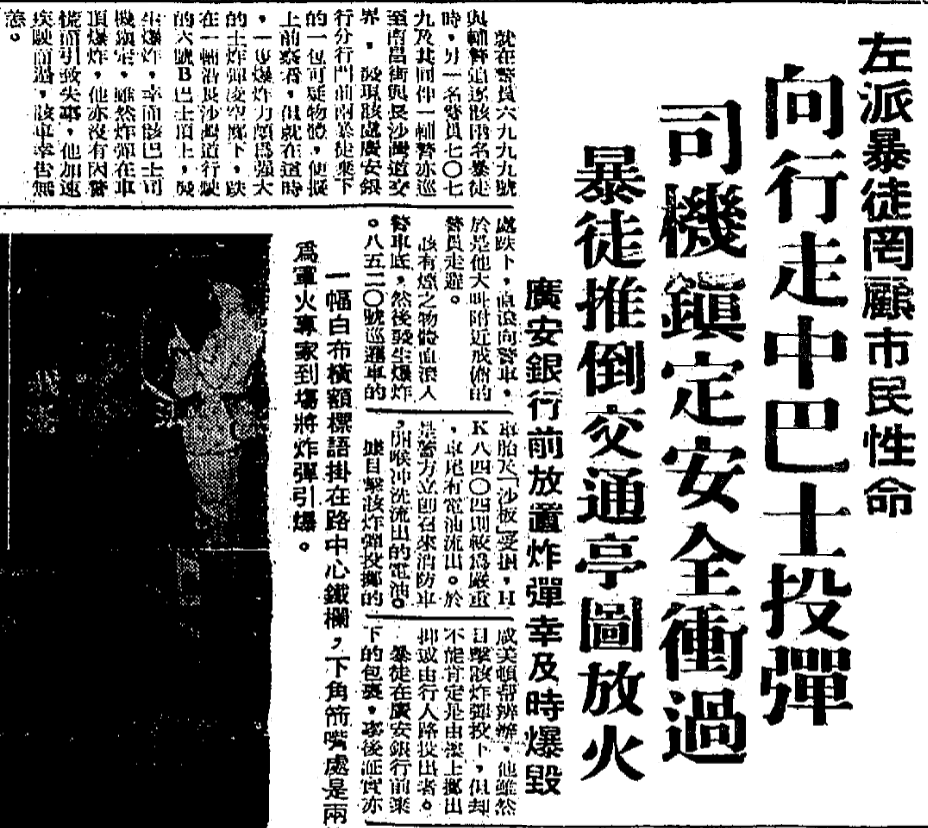
《工商日報》在1967年8月31日報導昨日有左派暴徒在深水埗長沙灣道和南昌街交界，從高處向載客服務中的九巴6B線巴士投擲土製炸彈，炸彈在巴士的車頂爆炸，巴士車長立即加速衝過左派暴徒的炸彈陷阱

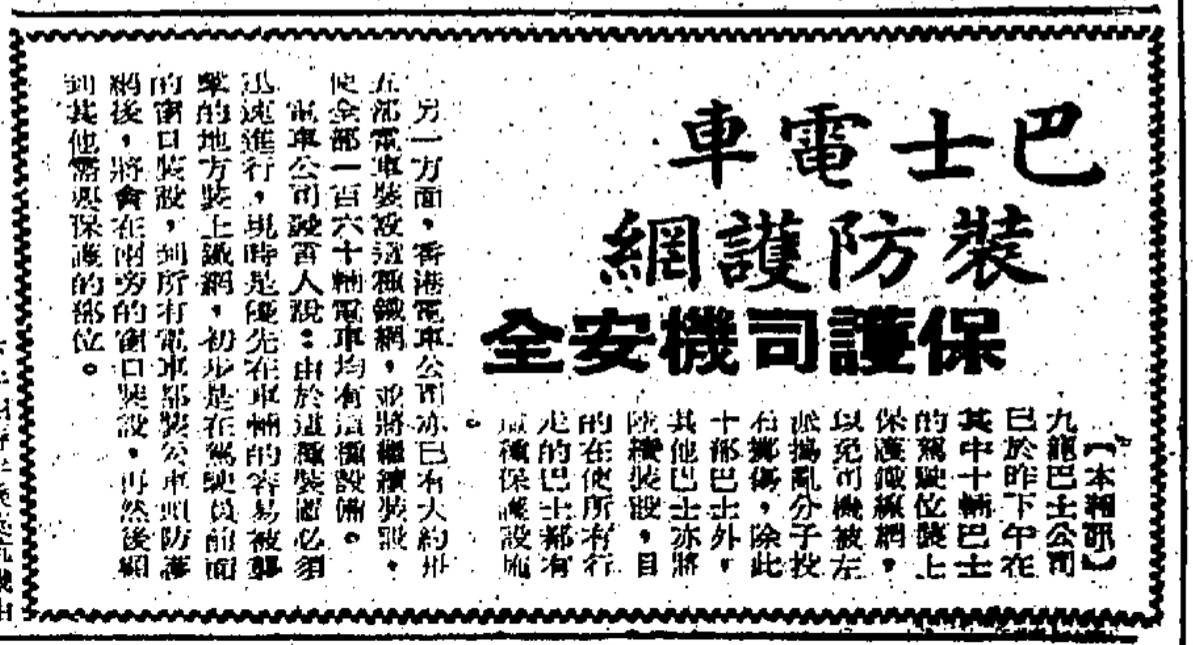
《工商日報》在1967年7月15日報導，由於左派搗亂份子屢次向行駛中的公共交通車輛投擲石塊等硬物襲擊，為保障車長的安全，九龍巴士公司、香港電車公司已經分別在10輛巴士及35輛電車的車頭加裝防暴安全網，避免車長被左派搗亂份子掟石時受傷，並將會加快為全數車輛加裝防護網

1967年5月12日，左派示威者在新蒲崗及黃大仙一帶入屋搶掠，並且在街上到處破壞，又縱火燒巴士及焚毀巴士站，在街上停泊的雙層巴士亦被焚毀，受左派人士的示威活動影響，部分巴士路線其後須要停駛，如九巴3號線停駛至同年12月2日才恢復服務。
1967年7月9日，九巴6B線在九龍黃大仙的巴士總站遭到左派示威者縱火焚毀。
1967年7月10日下午4時許，一群左派份子在尖沙咀天星碼頭集結及貼大字報，然後走到梳士巴利道搗亂，適逢九巴5號線的一輛雙層巴士（車牌：AD4750）在梳士巴利道青年會會所外駛過，左派份子將巴士攔截並投擲原放置在路旁的花盆，巴士的玻璃窗被打破，左派份子再衝入巴士用暴力將53歲車長何榮忠從駕駛座拖出，期間更使用石塊敲打他的雙手，又用雨傘襲擊他的背部，巴士上的乘客見狀後紛紛下車走避，車長何榮忠掙扎突破左派份子的包圍，負傷走回尖沙咀碼頭巴士總站，由站長陪同到尖沙咀警署報案，由於有巴士遇襲，車站暫停發車。左派份子擲石期間亦有一名剛從青年會會所步行出路面的英軍軍人被擊中，該名軍人受傷後及時由穿便服的同伴救入青年會會所內。其後防暴警察趕到天星碼頭清除大字報及保護巴士，巴士於5時左右恢復行駛，遇襲的九巴車長及一名被石塊擊中的英軍軍人被送往伊利沙伯醫院治療。
1967年7月26日晚上左派份子在九龍旺角縱火燒車，又使用爆竹及土製炸彈襲擊經過的車輛。當晚行駛九巴6號線的一輛俗稱大水牛的雙層巴士（車牌：AD7162）沿彌敦道駛至奶路臣街街口時遭到左派人士截停及襲擊，左派襲擊者以硬物敲打巴士車身及打碎玻璃窗，39歲車長黃輝見狀打開巴士車門讓乘客逃生，就在乘客慌惶逃出之際，有左派襲擊者突然向巴士的車頭投擲一個用鐵罐作外殼的土製炸彈，在車頭駕駛座的車長黃輝腳部被炸彈炸傷，有左派襲擊者隨後向巴士的車輪淋煤油（又稱火水）企圖縱火燒巴士，車長立刻負傷下車走到附近的一間書店內躲避，街上的商店也紛紛落閘關門，不久有警察趕到，其中一名便衣探員向正在縱火燒巴士的襲擊者連開三槍，擊斃其中一個左派襲擊者，其餘左派襲擊者立即四散，警方控制場面後，車長黃輝離開書店向警方報告事發經過，另有一名巴士乘客37歲林志忠也到街上向警方報告他在炸彈襲擊中頭部受傷，受傷車長和乘客之後由救護車送往醫院治療。至於燒巴士時被便衣探員陳劍文連開三槍擊中的左派襲擊者蘇全（又名蘇泉）被發現倒臥於奶路臣街和砵蘭街交界，送院後證實死亡，1967年12月21日西區裁判署死因庭完成聆訊後，陪審員一致裁定因燒巴士被探員擊斃的28歲男子蘇全死於合法槍殺。
1967年8月3日，一輛由觀塘開往紅磡碼頭的九巴5B線雙層巴士（車牌：AD4753）當駛至太子道鄰近啟德機場及百好酒家斜對面時，遭到左派示威者使用麻繩及竹竿攔截，並投擲石塊把巴士的玻璃窗擊碎，余姓巴士車長及陳姓售票員見情況不妙，打開車門讓車上的90多名乘客下車逃生，而左派示威者則不斷使用石塊及竹竿擊打巴士車身及打碎巴士的玻璃窗，隨後更向巴士潑灑汽油意圖縱火，此時有7名警員趕到現場喝令左派示威者停止暴行，但示威者卻使用竹竿襲擊警員及試圖搶奪警槍，警察開槍擊中一名左派示威者，並制服另外三人，事件中除了襲擊巴士時被制服的示威者，還有三名警察受傷。同日，一輛由彩虹邨開往尖沙咀的九巴9號線雙層巴士（車牌：AD7127）在亞皆老街遭到左派示威者攔截及包圍，左派示威者使用麻繩纏著巴士的閘門，意圖將巴士拉翻及縱火，巴士車長在危急下立即加速，成功突破左派示威者的包圍，只是油箱的位置遭到損毀。
1967年8月11日晚上8時40分，一輛由觀塘開往紅磡碼頭的九巴5B線巴士（車牌：AD4777）當駛至土瓜灣道近銀漢街街口的一個巴士站時，有三名喬裝成候車乘客的左派份子向巴士車長揮手示意想乘車，但當巴士將要在巴士站停下時，這三名左派份子突然將巴士站的站牌推倒到路上試圖阻斷道路，由於巴士車長之前已兩次遇到左派份子假裝乘客施襲，早已提高警覺，於是立即將巴士向右急速繞過並加速駛離車站，三名左派份子被識破詭計後立即逃走，此時有一枚土製炸彈從高處擲向該輛巴士，炸彈在巴士的車尾爆炸，巴士上無人受傷，但路上有一名14歲男童面部受傷，該名男童走到榮光街的天心診所求醫，醫生察覺傷勢是由炸彈造成，故通報警方，而遇襲巴士的車長將巴士駛到紅磡碼頭總站後也向站長報告，由站長向警方報案，警方其後派員到案發地點調查，並且追緝投擲炸彈及在路上喬裝乘客意圖襲擊巴士的左派份子。九巴5B線需要臨時改道，途中不入土瓜灣道，改為直駛馬頭圍道，經漆咸道及蕪湖街往紅磡碼頭。
1967年8月17日凌晨1時05分左右，中巴一輛接載員工的巴士在一輛警車護送下，當駛經薄扶林雞籠灣接近華富邨的一個彎角時遭到預先埋伏的左派襲擊者投擲土製炸彈，炸彈爆炸發出兩聲巨響，投擲炸彈的襲擊者隨即登上一輛接應的私家車逃走，遇襲的巴士和警車均有受損，巴士上有9名中巴職工和警車上的5名警員受傷，由救護車送到醫院治理，傷者沒有性命危險，警方之後在香港仔及深水灣一帶設立哨崗檢查往來的車輛，而案發時接應襲擊者的車輛經調查後發現是一輛被偷去的房車。員工巴士需由警車護送的原因是巴士司機在六七暴動期間經常遭到左派份子襲擊，巴士司機工會要求警方保障上班職工的安全，故此警方安排警車護送巴士公司接載職工的員工巴士。
1967年8月25日晚上發生正街炸彈襲擊案，左派襲擊者在皇后大道西和正街交界發動連環炸彈襲擊並造成死傷。此外，位於西環的中巴10號線巴士總站遭到炸彈襲擊，三輛巴士被炸彈炸毀。
1967年8月26日深夜，九巴1號線位於亞皆老街的總站遭到左派示威者縱火焚毀。
1967年8月30日晚上，左派份子在深水埗投擲11個真假炸彈，當中有4個是真炸彈。九巴6B線的一輛巴士沿長沙灣道行駛至南昌街交界時，被左派份子從高處投擲一枚土製炸彈，炸彈在巴士的車頂爆炸，巴士車長在遇襲時保持鎮定駕駛，並且加速衝過左派份子的炸彈陷阱。
1967年10月15日傍晚起香港島的交通幹道接連發現炸彈；北角健康東街至琴行街兩邊的英皇道都發現炸彈，約一百輛車被困於該路段；中環德輔道中於萬宜大廈、先施公司及大同酒家的三處路面亦被放置懷疑爆炸品；上環街市（今西港城）的一段電車路軌，也有左派份子從街市搬出大量雞籠故意堆放到路面，阻塞電車及巴士通行，香港島北岸的道路交通在北角及中環被分割成三段。其中在北角健康東街景珍茶樓前有一名踏單車的男子，在一輛由筲箕灣開出及行駛中的中華汽車巴士前面放下一個土製炸彈，巴士需要緊急剎車避開炸彈。由於真假炸彈不斷出現，駐港英軍軍火專家忙於處理，但在德輔道西有一名軍火專家檢查路上的爆炸品時，突然有襲擊者從大廈的高處投擲物件，軍火專家立即開了一槍還擊，警方上樓調查後相信該槍沒有擊中任何人。

## 九人車及的士
1967年7月26日晚上左派份子在旺角縱火燒車，除了巴士遇襲，一輛的士（車牌：AG4839）從油麻地駛往深水埗途中在新填地街361號遭到左派份子攔截及縱火，而在距離該輛遇襲的士約20英碼處，另有一輛屬於豪華公司的新界的士（車牌：AB4839）亦遭到左派份子攔截及縱火焚毀，的士司機吳剛及時逃出沒有受傷。
1967年9月3日晚上10時左右，紅磡馬頭圍道和蕪湖街交界發現土製炸彈，一輛消防車奉召開往現場戒備，當消防車駛經馬頭圍道70至72號金菊園附近時，有左派份子從高處投擲炸彈，消防車未有被擲中，但炸彈落在尾隨的一輛滿載乘客的九人車（紅色小巴的前身），炸彈在九人車後輪的附近發生爆炸，九人車之後加速駛離，當局未有接獲車上有人受傷的報告。

## 渡輪

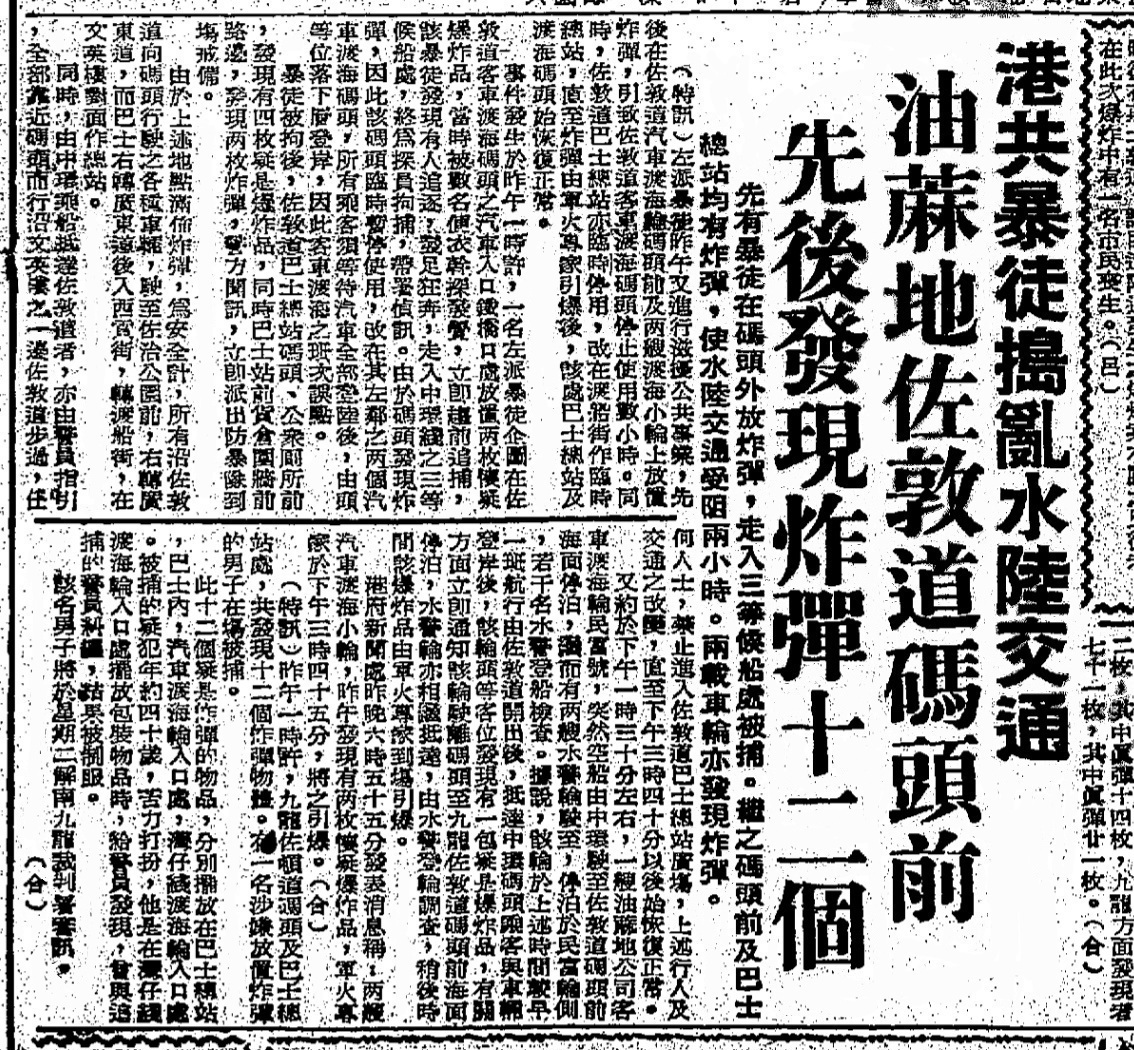
《華僑日報》在1967年10月15日報導昨天下午，一名男子在佐敦道碼頭放兩個土製炸彈時被便衣探員發現後被捕，佐敦道碼頭及佐敦道碼頭巴士總站在當日被放置12個土製炸彈，油蔴地小輪的兩艘汽車渡輪上亦發現懷疑爆炸品

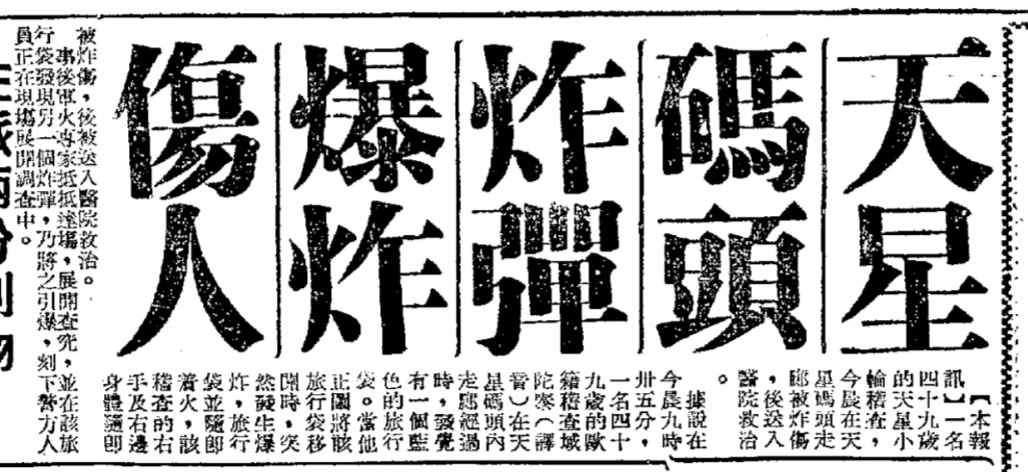
《工商晚報》在1967年11月25日報導今早在天星碼頭的一名歐裔稽查員在走廊發現一個藍色旅行袋，當他把旅行袋移開時發生炸彈爆炸受傷

1967年9月1日晚上8時30分左右，在灣仔分域碼頭有一輛的士沿告士打道向東行駛的途中，有人從的士內將一個用透明膠袋包裝的鐵罐拋出路面，當時有一位美國海軍軍官泰萊在碼頭目擊案發經過後報警，軍火專家到場拆開鐵罐檢查，實為一個將泥沙裝入鐵罐的假炸彈。當晚7時55分，位於灣仔告士打道的香港時報大廈的門口亦被投擲一個用紙盒包裝的可疑物品，當時有一位巴裔看更目擊該可疑物品是由一輛沿告士打道向西高速行駛的汽車內投擲，他立即將紙盒移到坑渠內，見沒有發生爆炸再移到路面的對面，然後通知報社及報警，軍火專家到場拆開紙盒，發現是一個裝入泥沙的假炸彈
1967年10月14日下午1時許，左派份子在佐敦道碼頭的汽車渡輪渡輪碼頭鐵橋放置兩個土製炸彈，在碼頭巡邏的便衣探員發現並展開追捕，成功拘捕一名涉嫌放土製炸彈的40歲男子。當日下午在佐敦道碼頭內外及鄰近碼頭的佐敦道碼頭巴士總站共發現12個炸彈。佐敦道碼頭在發現土製炸彈後需要即時關閉，全部炸彈均由駐港英軍派出的軍火專家引爆，渡輪服務受阻兩小時，至下午3時40分逐漸恢復正常。同日下午，油蔴地小輪的兩艘汽車渡輪上亦發現懷疑爆炸品，其中一艘汽車渡輪是來往中環碼頭的民富號，當乘客及汽車於下午1時30分在中環碼頭登岸後，便發現一包懷疑爆炸品被放置在渡輪的頭等座位，民富號立即空船駛離中環碼頭，開往九龍佐敦道碼頭對開的海面停泊，之後有兩艘水警輪停靠在民富號的側邊，經警員搜查後，再由軍火專家於下午3時45分把在渡輪上發現的爆炸品引爆。在碼頭放置假炸彈被捕的40歲男子蕭良果於11月10日在九龍地方法院被判入獄5年。
1967年11月25日早上9時35分，中環天星碼頭有一名49歲歐裔稽查員在碼頭走廊發現一個無人看管的藍色旅行袋，該名稽查員把旅行袋移開時，旅行袋發生爆炸並著火冒煙，稽查員的右手及右邊身體被炸傷，需要送往醫院治療，軍火專家到場後發現該旅行袋內還有另一個炸彈，因此需要即場引爆，警方則在現場進行調查。
1967年11月29日晚上7時許，油蔴地小輪旺角碼頭的長椅上發現一個使用百貨公司膠袋裝載的可疑物品，由於正值鬥委炸彈襲擊浪潮，碼頭職員先將該處圍封，並使用物件將可疑膠袋圍起，警方到場後將該包可疑物品撿走，碼頭的渡輪服務短暫受阻。

## 機場

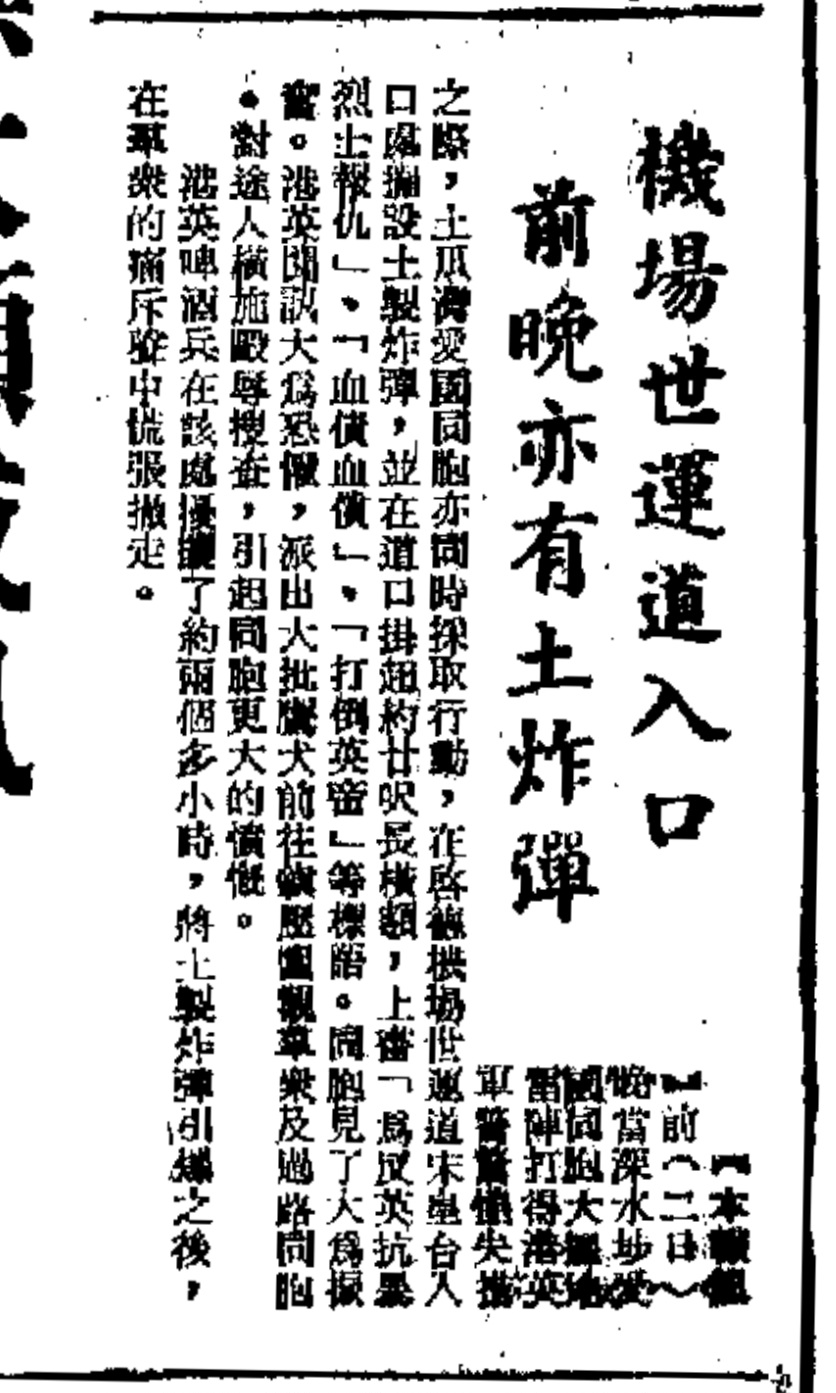
《大公報》於1967年9月4日稱前日有土瓜灣「愛國同胞」在通往香港國際機場的世運道放置土製炸彈，被《大公報》稱作「啤酒兵」的軍火專家要用兩個多小時才將炸彈引爆

當時的香港國際機場是1925年啟用至1998年關閉的啟德機場，據《大公報》稱機場曾經受到土製炸彈襲擊，範圍包括客運大樓及機場附近的聯絡幹道，並且涉及真炸彈及有設施在爆炸中受損。
1967年7月20日晚上9時在香港國際機場客運大樓二樓於警崗對面的洗手間發生炸彈爆炸，玻璃被震碎，廁盆被炸毀。
1967年8月26日，香港國際機場候機大堂發現一個以牛皮膠紙包裹鐵罐的可疑物品，軍火專家到場後將可疑物品移到客運大樓的天台拆開，發現是一個用餅乾罐做的假炸彈。
1967年9月2日晚上，左派份子在通往香港國際機場的世運道連接宋皇臺道的入口掛上「為反英抗暴烈士報仇」等標語並放置土製炸彈，警方封鎖現場，由駐港英軍軍火專家將炸彈引爆。

## 圖片資料

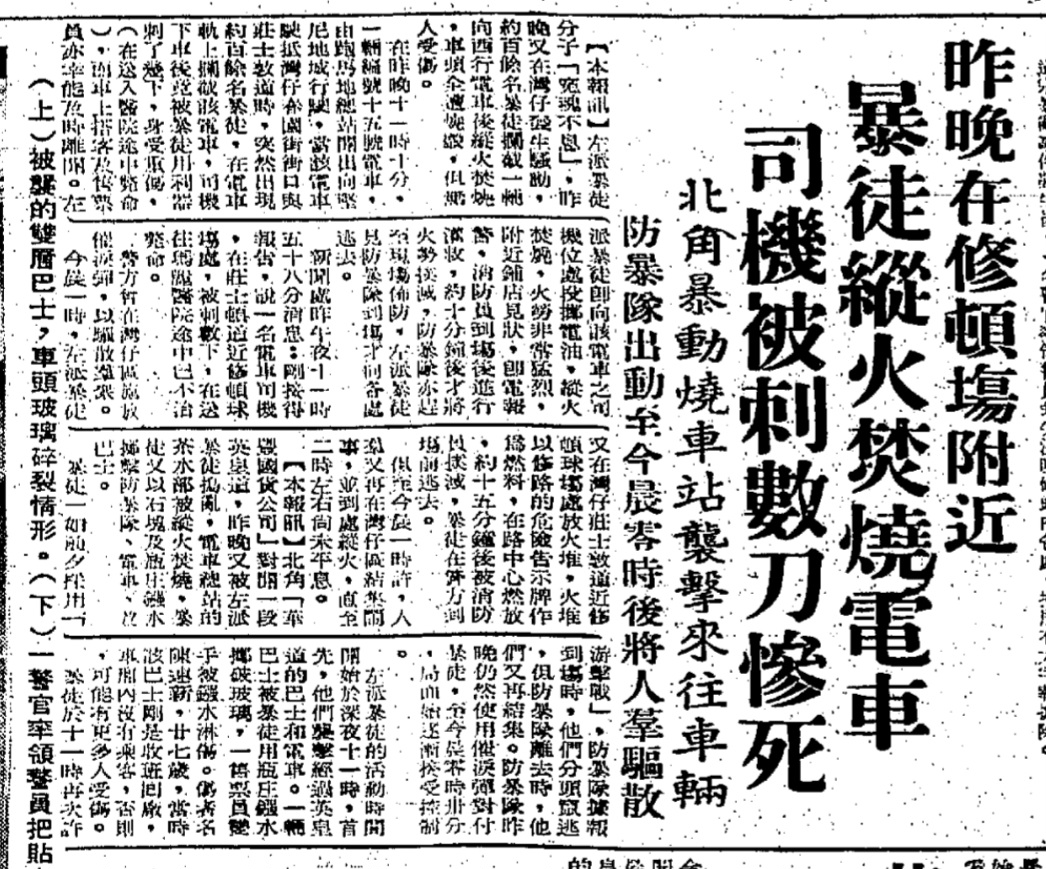
《工商日報》在1967年7月11日報導昨晚編號15的電車由跑馬地開往堅尼地城途中在灣仔莊士敦道修頓球場附近被左派暴徒攔截，電車車長下車與左派暴徒交涉時遭利器刺傷，電車之後被縱火焚毀
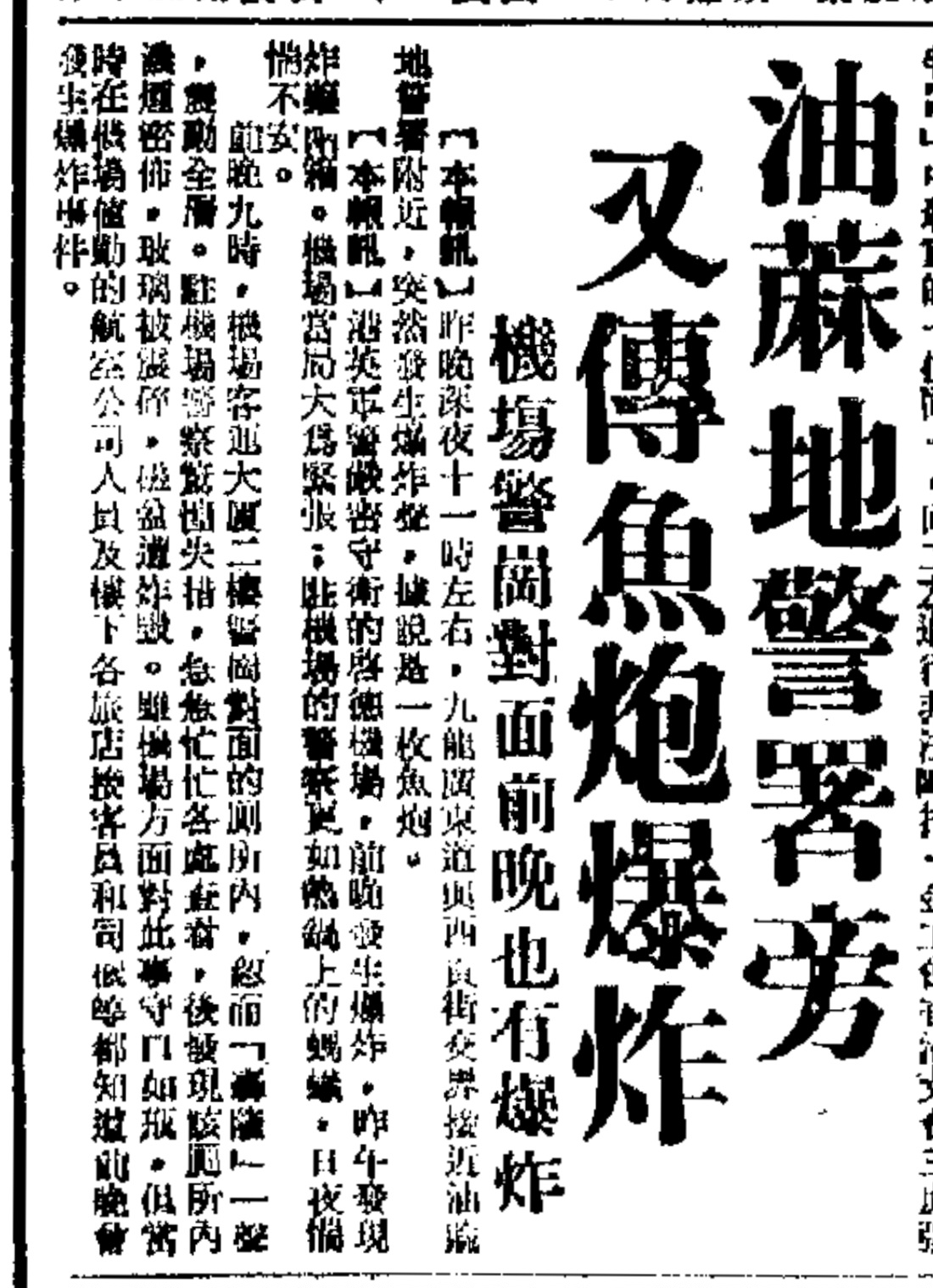
《大公報》在1967年7月22日稱昨晚11時油麻地警署外發生魚炮爆炸，前晚9時香港國際機場客運大樓二樓在警崗對面的洗手間內發生炸彈爆炸。
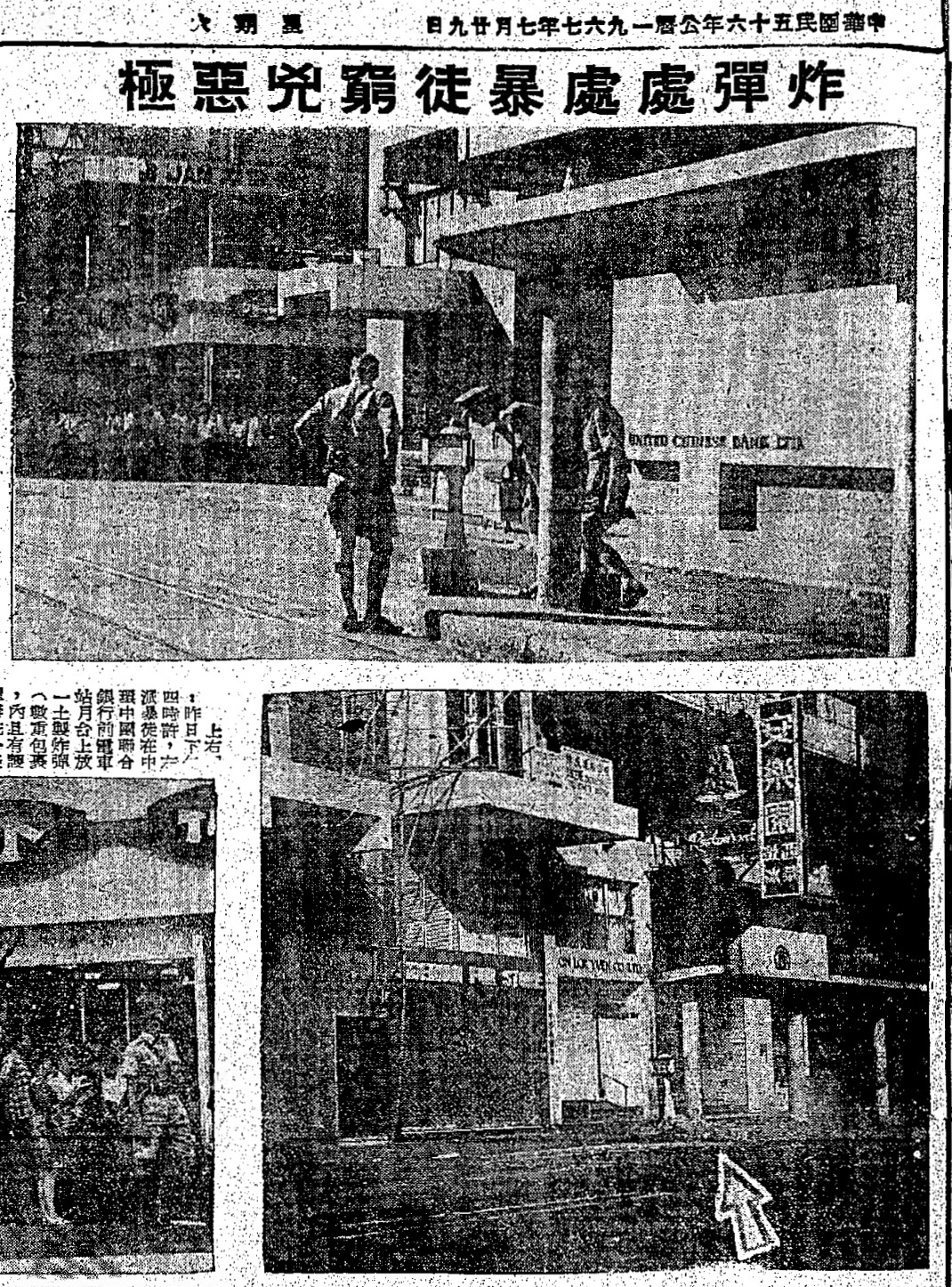
《工商日報》在1967年7月29日報導左派暴徒窮兇極惡，昨日在中環放置多枚土製炸彈，包括在德輔道中的電車路軌佈放炸彈，駐港英軍軍火專家忙於檢查及引爆
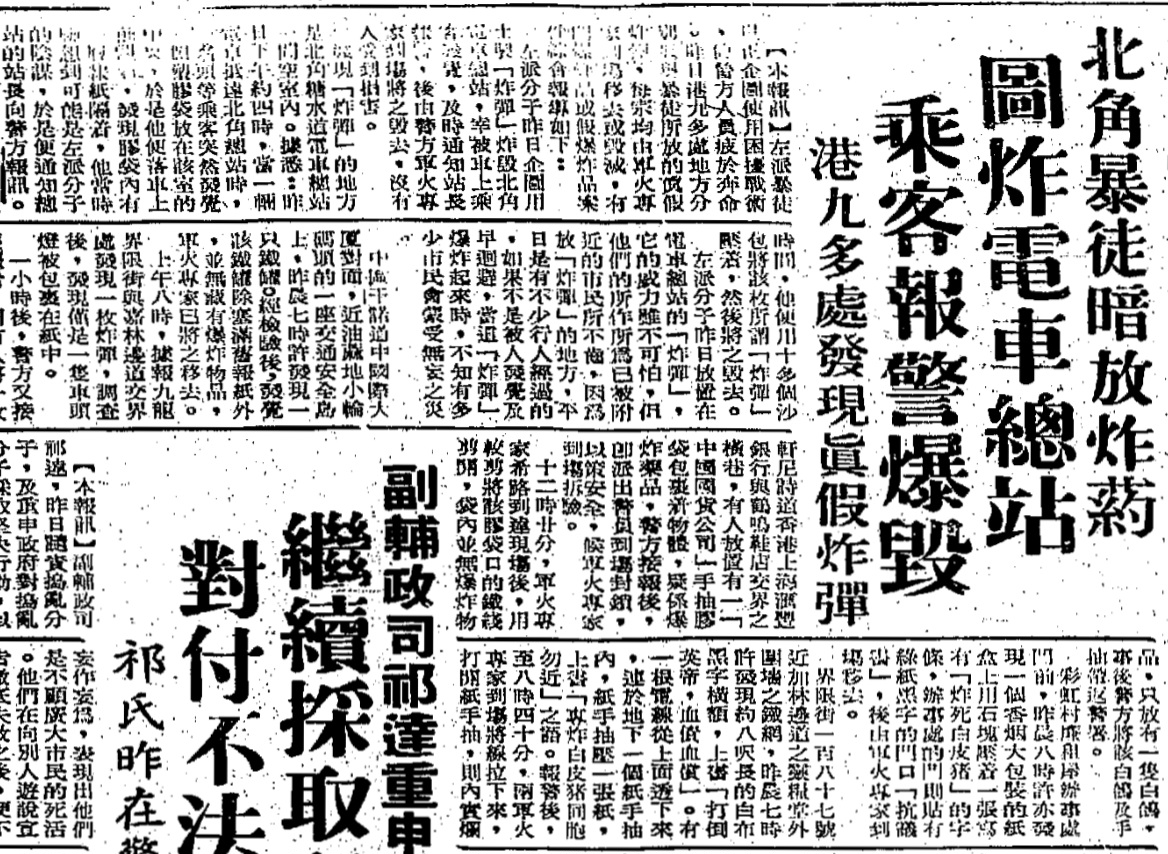
《工商日報》在1967年7月30日報導昨日左派暴徒企圖炸毀北角電車總站，倖得電車乘客發現通知站長報警，由軍火專家到場拆彈，否則炸彈爆炸不但電車站被毀，也會危害附近行人的人身安全，而當日香港多處地點亦發現真假炸彈
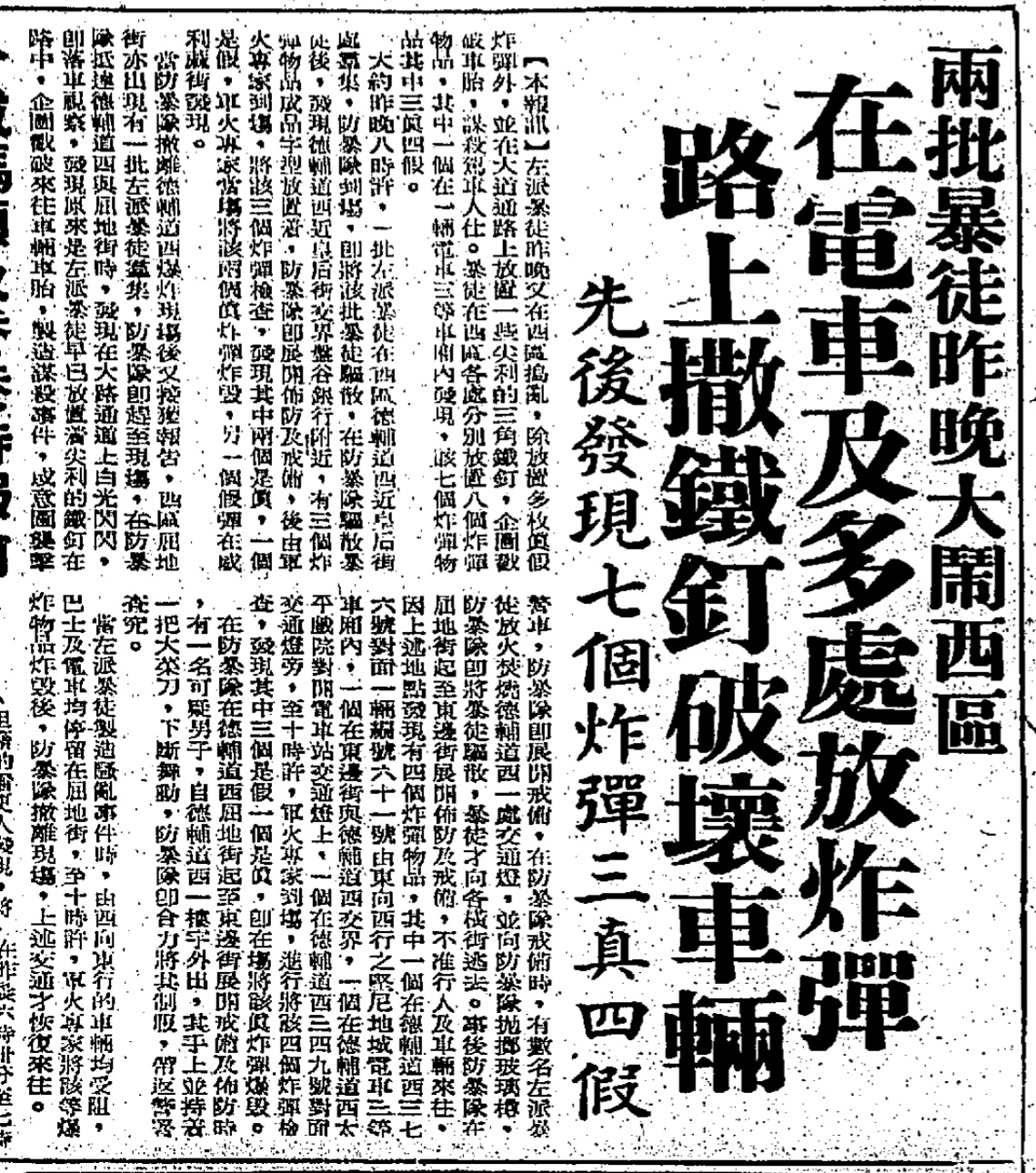
《工商日報》在1967年9月2日報導昨晚左派份子在西環德輔道西及在電車車廂放置真假炸彈，意圖傷害市民及擾亂交通，經軍火專家檢驗後確定當中三個是真炸彈，其餘四個是假炸彈，當中的真炸彈由軍火專家引爆
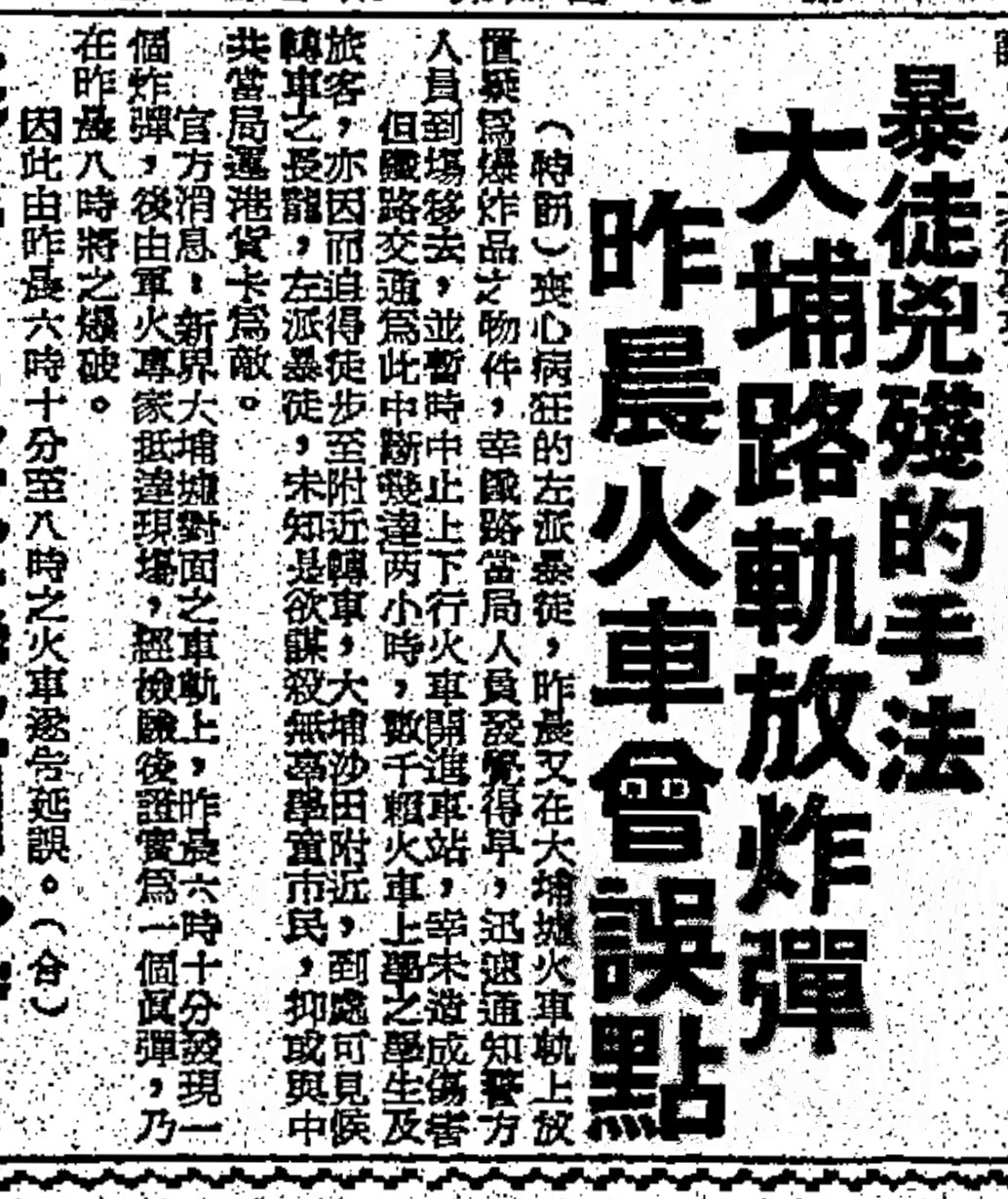
《華僑日報》在1967年9月8日報導昨日喪心病狂的左派暴徒在大埔墟站的路軌放置炸彈，軍火專家趕到檢查後將炸彈引爆，列車服務受阻兩小時，大批在早上趕上學的學生受到影響
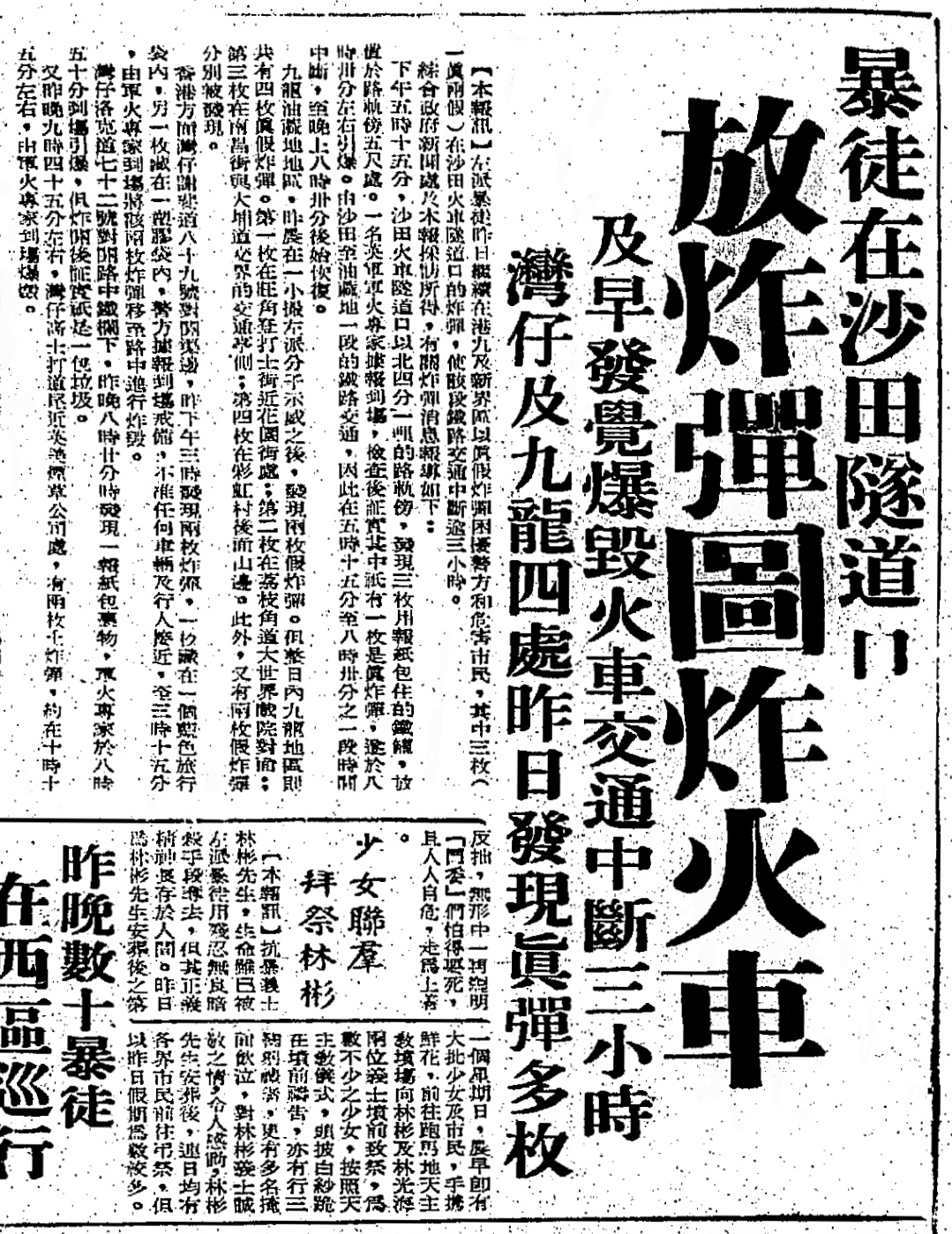
《工商日報》在1967年9月11日報導昨日在九廣鐵路筆架山隧道沙田出口的一段路軌發現三個用報紙包裹的可疑鐵罐，軍火專家趕到檢查後確定當中的一個是真炸彈，須要將炸彈引爆，沙田往來九龍的列車服務受阻三小時
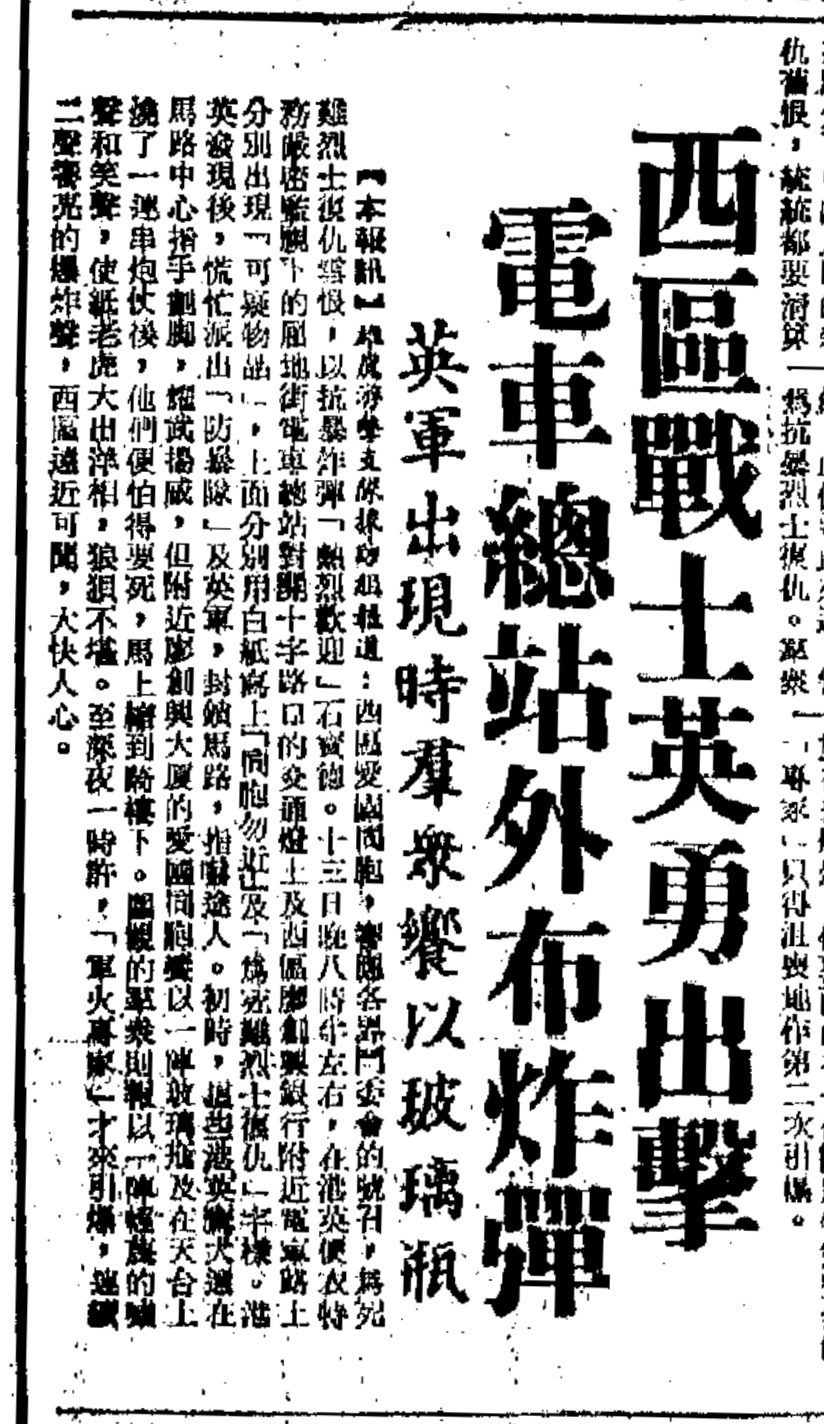
《大公報》在1967年10月15日稱昨日「西區戰士」在屈地街電車總站外佈下炸彈陣，並且向進行拆彈工作的駐港英軍軍火專家投擲玻璃瓶。

## 外部連結
维基共享资源上的相關多媒體資源：六七暴動
- HONG KONG: TRAFFIC CHAOS AS BOMB TERROR CONTINUES. (1967) （頁面存檔備份，存於archive.today） － 香港交通系統受到真假炸彈擾亂的視頻（1967年10月16日），由英國百代（British Pathé）提供